# Historia de Río Grande del Sur

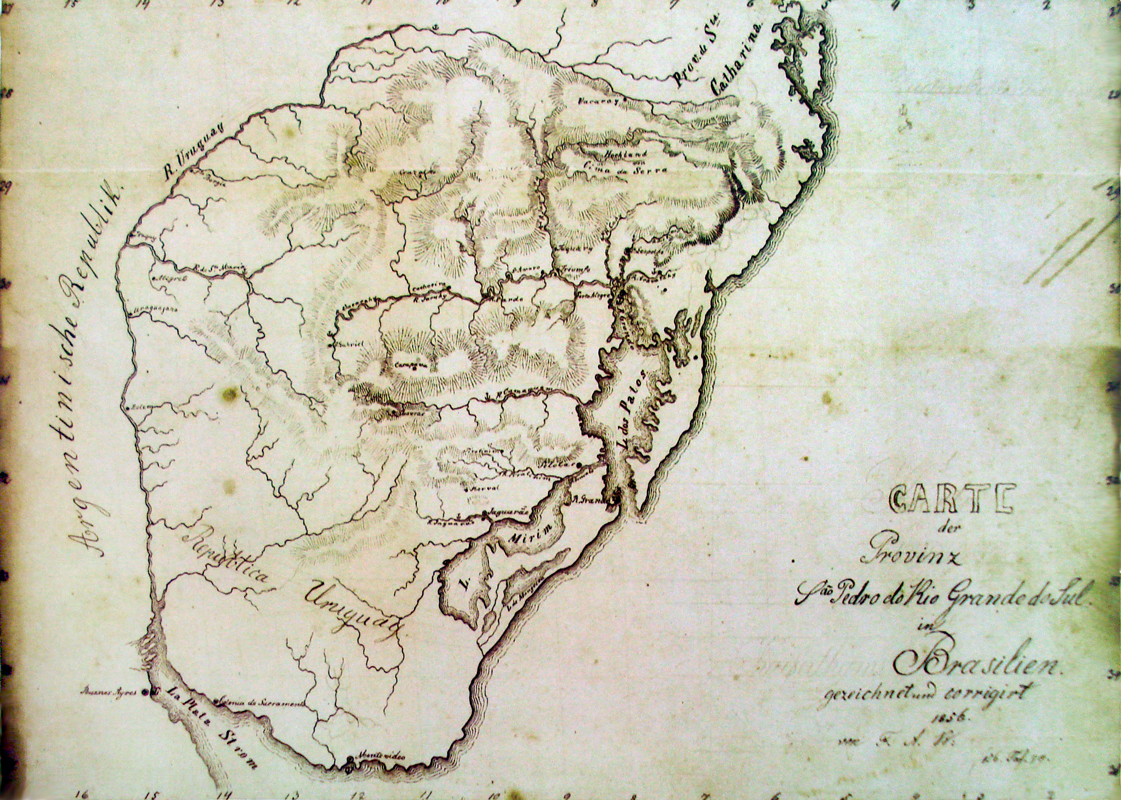
Herrmann Rudolf Wendroth: Mapa de la Provincia de San Pedro del Río Grande del Sur en 1852.

La historia de Río Grande del Sur, el estado más meridional de Brasil, se inicia con la llegada del hombre a la región, hace cerca de 11 mil años atrás. Sus cambios más dramáticos, sin embargo, ocurrieron en los últimos cinco siglos, después del descubrimiento de Brasil. El transcurso más reciente se dio en medio de diversos conflictos armados externos e internos, algunos de gran violencia. Guilhermino César afirmó que esa historia "es uno de los capítulos más recientes de la historia brasileña", pues mientras en el nordeste del país se cantaban misas polifónicas, este estado aún era ocupado por un puñado de poblados y estancias de ganado portuguesas en el centro-litoral, y el sursudeste era una «tierra de nadie» donde frecuentemente incursionaban tropas españolas mandadas por Buenos Aires, defendiendo los intereses de la Corona Española, propietaria legal del área en esa época. Esencialmente, Río Grande del Sur, hasta finales del siglo XVIII, era una región virgen habitada por pueblos indígenas. Los únicos focos importantes de civilización y cultura europeas en todo el territorio a esa altura fueron un grupo de reducciones jesuitas fundadas en el noroeste, destacándose entre ellas los Siete Pueblos de las Misiones Orientales. No obstante, siendo de creación española, hasta hace poco tiempo las Misiones fueron consideradas como un capítulo aparte de la historia del estado, sobre todo por no haber dejado una descendencia cultural directa significativa. En años recientes, sin embargo, han sido asimiladas a la historiografía integrada del estado.
En la primera mitad del siglo XIX, después de muchos conflictos y tratados, Portugal logró la posesión definitiva de las tierras que hoy componen el estado, desplazando a los poco españoles que había, desmantelando las reducciones jesuíticas y masacrando o dispersando a los indígenas. Con ello, se estableció una sociedad de matriz claramente portuguesa y una economía basada principalmente en la producción de charqui y trigo, iniciando un florecimiento cultural en los mayores centros urbanos del litoral (Porto Alegre, Pelotas y Río Grande). Ese crecimiento contó con la contribución de muchos inmigrantes alemanes, que abrieron nuevas áreas y crearon significativas culturas regionales y economías prósperas. En 1835 se inició un dramático conflicto que involucró a los gaúchos en una guerra fratricida, la Guerra de los Farrapos, de carácter separatista y republicano. Tras su fin, la sociedad pudo reestructurarse. A fines de siglo, el comercio se fortaleció, llegaron inmigrantes italianos y judíos, y en los albores del siglo XX, Río Grande del Sur se había convertido en la tercera mayor economía del país, con una industria en ascenso y una rica clase burguesa, aunque aún era un estado dividido por serias rivalidades políticas que desembocaron en crisis sangrientas. En esa época, el positivismo delineaba el programa estatal de gobierno, creando una dinastía de políticos herederos de Júlio de Castilhos, quien gobernó hasta los años 1960 e influyó en todo el Brasil, especialmente a través de Getúlio Vargas, que en su origen fuera castilhista. En el período de dictadura militar, Río Grande del Sur enfrentó muchas dificultades respecto a la libertad de expresión, tal como el resto del país, pero el crecimiento económico de la época (conocido como Milagro Brasileño) propició inversiones en infraestructura. En las últimas décadas, el estado ha ido consolidando una economía dinámica y diversificada, aunque bastante ligada al sector agropecuario, y ha ganado fama por su población politizada y educada.

## Prehistoria

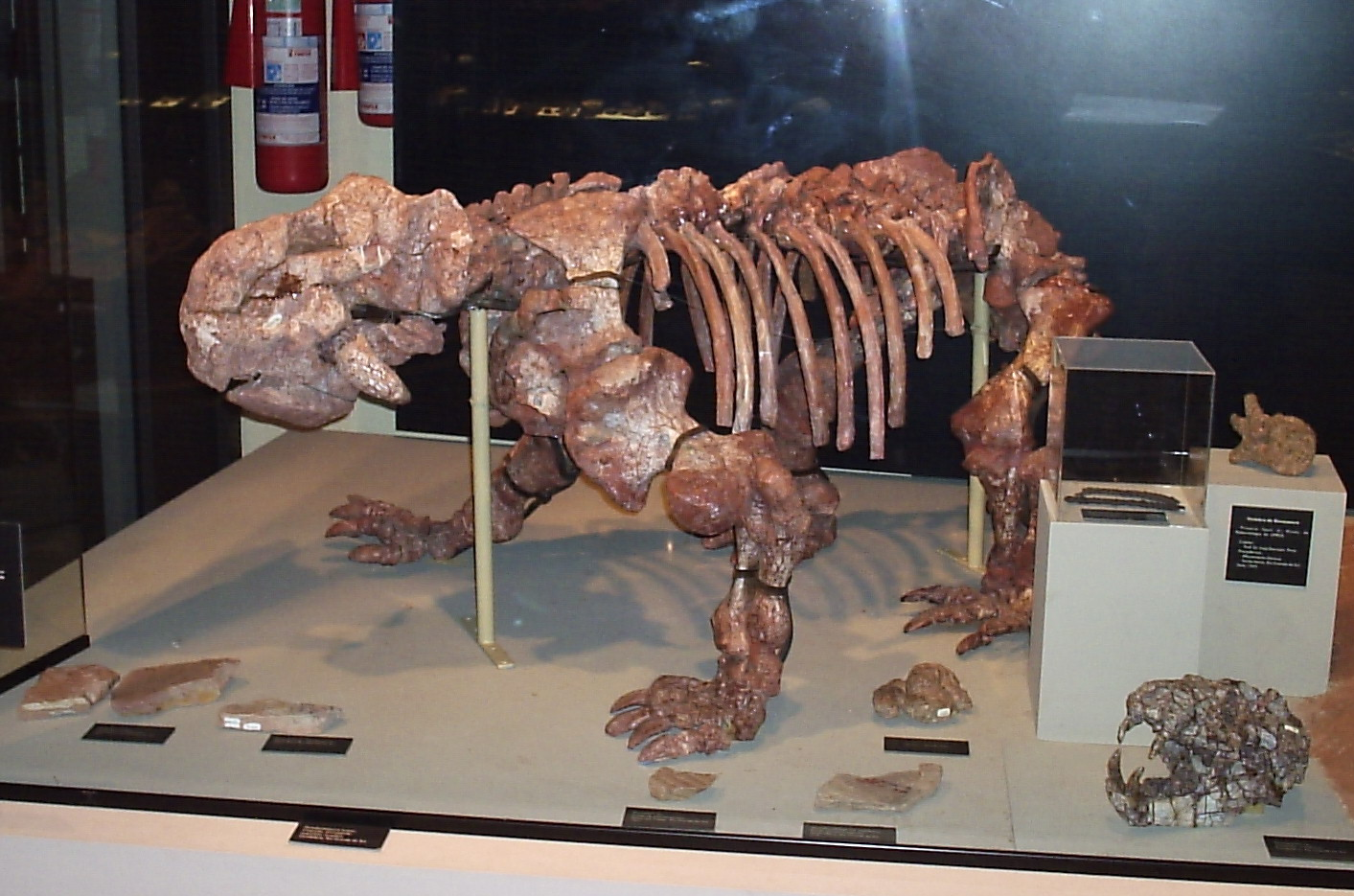
Fósil de Dinodontosaurus, colección de la Universidad Federal de Río Grande del Sur.

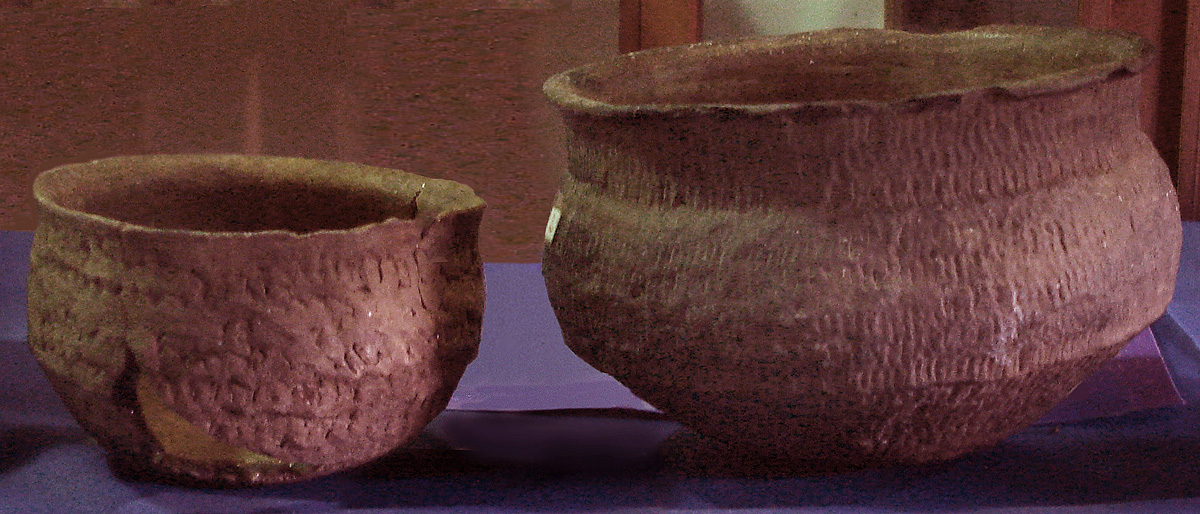
Cerámica guaraní, colección del Museo Farroupilha de Triunfo.

El perfil geográfico de Río Grande del Sur fue formado por sucesivas transformaciones que se iniciaron hace cerca de 600 millones de años. Ese territorio fue parte del mar y luego un desierto, y en varias regiones ocurrieron soterramientos masivos por derrames de lava. Se cree que solamente hace dos millones de años la geografía se definió más o menos con la apariencia actual, cuando se fijó la faja arenosa del litoral. La vida en la prehistoria de Río Grande del Sur fue rica en especies animales y vegetales, habiéndose encontrado muchos fósiles en especial en el área de Paleorrota. Hace apenas unos 11 mil años se inició la ocupación humana, con la llegada de grupos de cazadores-recolectores provenientes del norte, que se instalaron por todo el estado, formando culturas como la Umbu, la Humaitá, y la Sambaqui. La cultura Taquara alcanzó algún grado de sofisticación, visible en la cerámica que produjeron y en la ingeniería de refugios subterráneos, unidos por túneles y revestidos de piedra enladrillada con barro, muchas veces asociados con otras construcciones superficiales como plataformas de piedra. Otros vestigios de esos habitantes fueron encontrados en forma de instrumentos de piedra lascada, inscripciones rupestres, amuletos, tumbas y osarios.
Esa fase prosiguió sin cambios significativos hasta la llegada de una segunda onda migratoria hace dos mil años, compuesta por guaraníes oriundos de la Amazonía. Al ser un pueblo más fuerte y organizado, sometieron a prácticamente todos los antiguos habitantes, introduciendo también la agricultura y perfeccionando la cerámica. Cuando Brasil fue descubierto por los europeos en 1500, casi todos los indígenas del estado, que sumaban entre 100 mil y 150 mil según estimaciones científicas, correspondían a guaraníes o estaban mestizados con ellos. Los grupos menos afectados por esa invasión fueron los ye del Planalto Medio, y los charrúas y minuanes de la región pampeana.

## Inicios de la colonización
El territorio que hoy constituye Río Grande del Sur apareció en los mapas portugueses, con el nombre de Capitania d'El-Rei, desde el siglo XVI. A pesar del Tratado de Tordesillas, que definió el límite de las tierras portuguesas a la altura de Laguna, Portugal ansiaba extender sus dominios hasta la desembocadura del Río de la Plata. En el siglo XVII, algunos bandeirantes de São Paulo ya recorrían el área en busca de tesoros y para tomar indígenas como esclavos. Con ese antecedente, e ignorando los tratados, el 17 de julio de 1676, a través de una carta real, Portugal delimitó dos capitanías en el sur, que en conjunto se extendían de Laguna hasta el Río de la Plata, donadas al Vizconde de Asseca y a João Correia de Sá. El 22 de noviembre de 1676 la bula papal Romani Pontificis Pastoralis Solicitudo vio fortalecer las pretensiones portuguesas, pues al crear la Arquidiócesis de San Sebastián de Río de Janeiro, estableció como sus límites desde la costa y el sertón de la Capitanía del Espíritu Santo hasta el Río de la Plata. Pronto la Corona Portuguesa comenzó a pensar seriamente la ocupación de las tierras del sur, legalmente españolas.

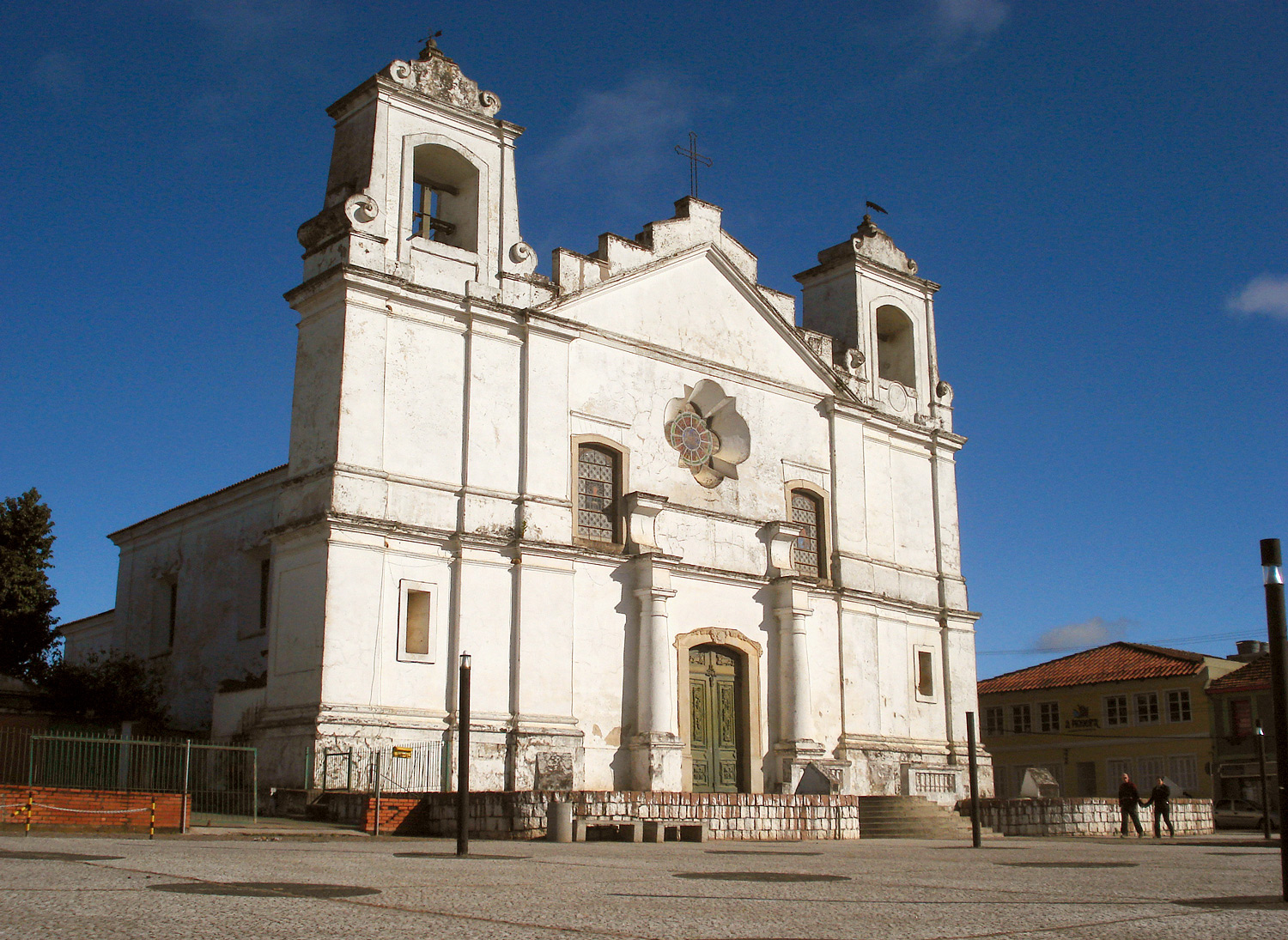
Iglesia Matriz de Nuestra Señora de la Concepción de Viamão (1766 - 1769), la segunda más antigua del estado.

### Ocupación del litoral
Una primera expedición de conquista, organizada en 1677, fracasó. Otra, de 1680, bajo el mando de Manuel Lobo, consiguió llegar a orillas del Río de la Plata en enero del año siguiente, fundando Colonia del Sacramento, que incluyó una cárcel y los primeros abrigos para los colonos. España, que se encontraba debilitada a causa de la guerra contra Francia, pese a atacar Colonia, no esbozó una reacción más seria a la expansión portuguesa, y en 1681 estableció el Tratado Provisional, delimitando nuevas fronteras en la región y reconociendo la soberanía portuguesa sobre la orilla oriental del Río de la Plata.
Tras el establecimiento de este puesto de avanzada, los portugueses se interesaron por ocupar las tierras intermedias entre Colonia del Sacramento y la Capitanía de San Vicente. En 1737 una expedición militar portuguesa, comandada por el brigadier José da Silva Pais, fue encargada de prestar socorro a Colonia, tomar Montevideo y levantar un fuerte en Maldonado. Fracasada esta última empresa, el brigadier decidió instalar una población más al norte, libre de las constantes disputas entre portugueses y españoles. Así, navegó hasta la barra de la Laguna de los Patos, erróneamente confundida con un curso de agua, el Río Grande, y al llegar el 19 de febrero de 1737, fundó una cárcel y el Fuerte Jesús, María y José, constituyendo el origen de la ciudad de Río Grande, primer centro de gobierno de la región. El lugar era un punto estratégico para la defensa del territorio, al ubicarse a medio camino entre Laguna y Colonia del Sacramento. Las primeras familias colonizadoras llegaron ese mismo año, aunque el trecho entre Río Grande y Tramandaí y los campos de la región de Vacaria, en la sierra del nordeste, también estaban siendo poblados independientemente, situación facilitada por el tráfico de troperos por la extensión del Camino Real que provenía de São Paulo a Viamão. Hacia 1734, se contaban grandes estancias ganaderas en el área, que fundaron las bases de las primeras urbanizaciones, y los hacendados empezaron a solicitar concesiones de sesmarías. A partir de 1748 comenzaron a llegar al estado familias azorianas, enviadas por la Corona Portuguesa para colonizarlo. Se instalaron primero en Río Grande, y después otras se establecieron en la región de la futura Porto Alegre, que entonces era aún un diminuto poblado erguido junto al puerto de Viamão. Partiendo desde ahí, otros grupos avanzaron por los valles de los ríos Taquari y Yacuí.

### Primera ocupación europea del interior

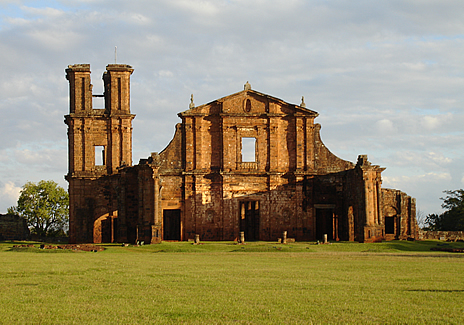
Ruinas de São Miguel das Missões, hoy Patrimonio de la Humanidad.

Mientras tanto, en la parte noroeste del estado, los jesuitas españoles, ligados a la Provincia Jesuítica del Paraguay, habían establecido desde 1626 asentamientos muy organizados, reuniendo población aborigen (cerca de 40 mil personas), las reducciones o misiones, fundadas cerca del río Uruguay. Siete de ellas, conocidas como los Siete Pueblos de las Misiones, cuyo extraordinario florecimiento incluía refinadas expresiones artísticas de raigambre europea. Los sacerdotes construyeron una civilización alejada de los conflictos que agitaron al litoral, y dejaron varios registros sobre los pueblos indígenas, sobre geografía, la fauna y flora de la región, pero su contribución más directa a la historia del estado fue la introducción de ganado y el desarrollo de técnicas de pastoreo que más tarde serían asimiladas por los portugueses.
En el siglo XVIII, un nuevo acuerdo entre las coronas ibéricas, el Tratado de Madrid del 13 de enero de 1750, cambiaría nuevamente las fronteras al establecer la permuta de Colonia del Sacramento por los Siete Pueblos, cuyas poblaciones indígenas serían transferidas al área española allende el río Uruguay. La demarcación de estas fronteras y el traslado de los aborígenes no transcuerrieron sin dificultades. Ante la protesta de jesuitas e indios, y en la espera de una escalada del conflicto, el Marqués de Pombal ordenó al capitán general Gomes Freire de Andrade que no entregase Colonia del Sacramento sin antes haber recibido los Siete Pueblos. La situación se agravó, y el conflicto esperado estalló en Río Pardo, originando la llamada Guerra Guaranítica, que diezmaría a un gran número de indígenas y terminaría disolviendo las misiones. En este escenario bélico sobresalió la figura legendaria del líder indígena Sepé Tiarayú, hoy considerado un héroe en el estado y un mártir de la causa de los pueblos originarios.
Tras la Guerra Guaranítica, Portugal decidió prestar más atención a la capitanía, que por esa altura contaba con poco más de siete mil habitantes, distribuidos en cerca de 400 estancias y unos pocos asentamientos urbanos. Fue desvinculada de la Capitanía de Santa Catalina y la hizo depender directamente de la sede carioca, nombrando a un gobernador civil en vez de un comandante militar. En 1760, el gobernador español en Buenos Aires, Pedro de Cevallos, comenzó a intimidar a los portugueses para que abandonaran todas las tierras ocupadas ilegalmente. Dada la falta de respuesta, en 1763 atacó y conquistó Río Grande, causando la fuga en masa de sus habitantes hacia Viamão. Así, el territorio portugués quedaba reducido a una estrecha faja entre el litoral y el valle del río Yacuí. En 1773, la capital fue trasladada de Viamão a Porto Alegre, en vista de su situación geográfica privilegiada. En 1776, la villa de Río Grande fue reconquistada. Otro tratado, el de San Ildefonso de 1777, rectificó las fronteras y estableció como posesiones españolas tanto Colonia del Sacramento como los Siete Pueblos. Hacia finales de siglo, se contabilizaban cerca de 500 estancias en actividad en el estado.

### El modelo estanciero y la formación delgaúcho

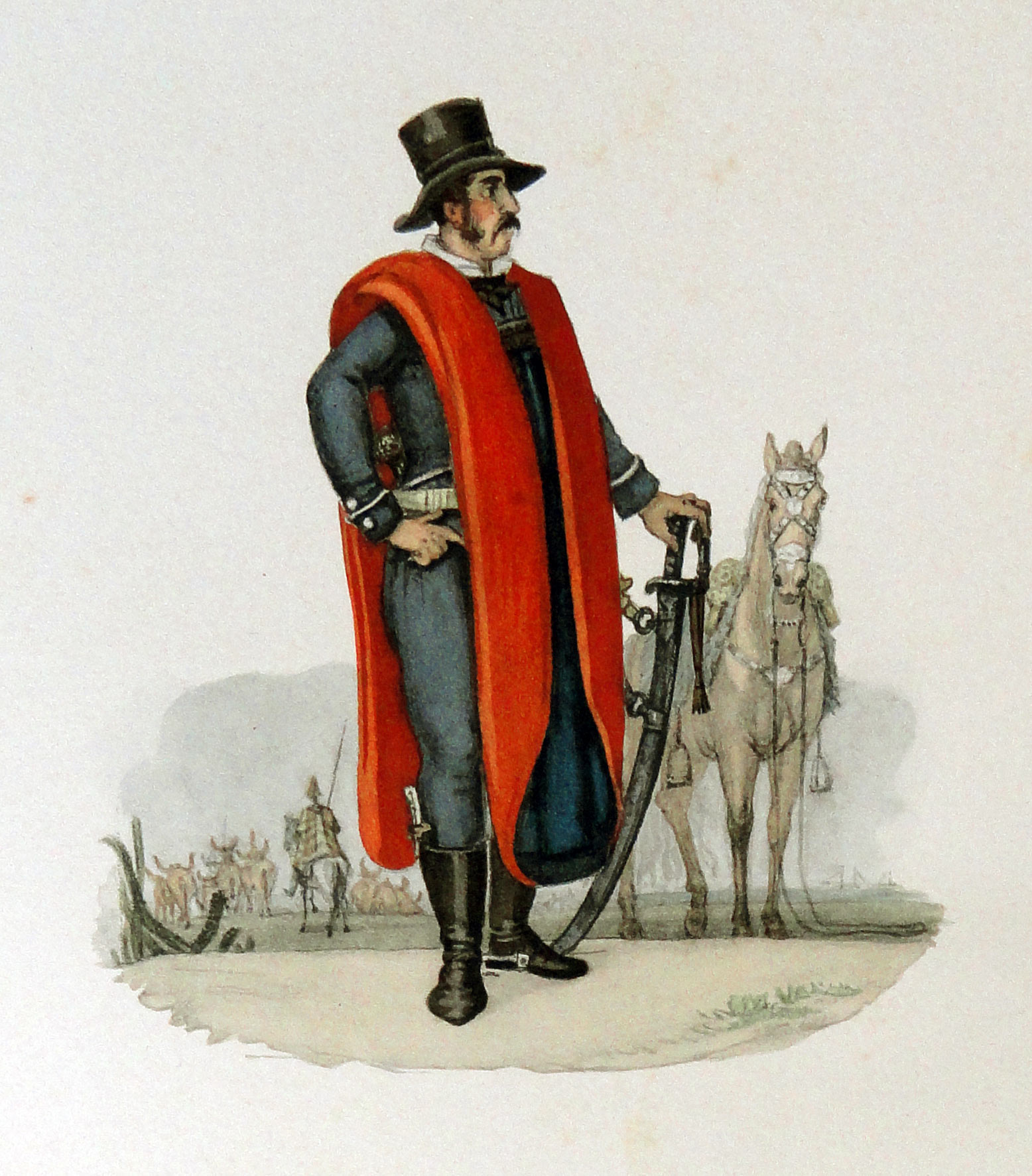
Un gaúcho retratado por Debret a inicios del.

Con la paz de San Ildefonso se intensificó la concesión de sesmarías a quienes se habían destacado en la guerra, y esta clase de militares, ahora propietarios de tierras, dieron origen a la aristocracia pastoril gaúcha, consolidando el régimen de estancias como una de las bases económicas de la región. La vida en las estancias era precaria en todos los sentidos. Solamente los señores podían tener algún lujo en sus grandes casas, que se asimilaban a fortificaciones, con gruesas paredes y rejas en las ventanas. En torno a ella se agrupaban senzalas (viviendas de los esclavos) y familias libres, que acudían buscando protección y recibían una porción de tierra a cambio de un compromiso de fidelidad servil para con el propietario, produciendo alimentos y bienes manufacturados para su propio sustento y para el del patrón. La habitación de estas personas era una pequeña choza de barro cubierta de paja, sin ninguna comodidad. Un relato de la época, provisto por Félix de Azara, describe el ambiente:
«Poseen un barril para el agua, una guampa para la leche y una fuente para asar carne. El mobiliario no se compone de más de unas tres piezas. Las mujeres andan descalzas, sucias y andrajosas. Sus hijos se crían viendo solamente ríos, desiertos, hombres vagos corriendo detrás de fieras y toros, matándose fríamente como si degollasen una vaca».
Muchas estancias producían una variedad considerable de productos agrícolas y manufactureros, resultando en propiedades autosuficientes donde las condiciones de vida eran, en general, mejores. Había espacios de entretenimiento en los boliches, pequeñas casas de comercio, bebida y encuentro social masculino a orillas de los caminos, y las fiestas religiosas en la capilla local congregaban a toda la comunidad y atraían a grupos de otras estancias. En tales reuniones se comenzó a formar el folclore de Río Grande del Sur, en la narración de causos (relatos de hazañas y hechos extraordinarios) en torno a un fogón, en las carreras de caballos, en el intercambio de experiencias sobre la vida campesina, y en la absorción y transformación de los mitos indígenas locales.

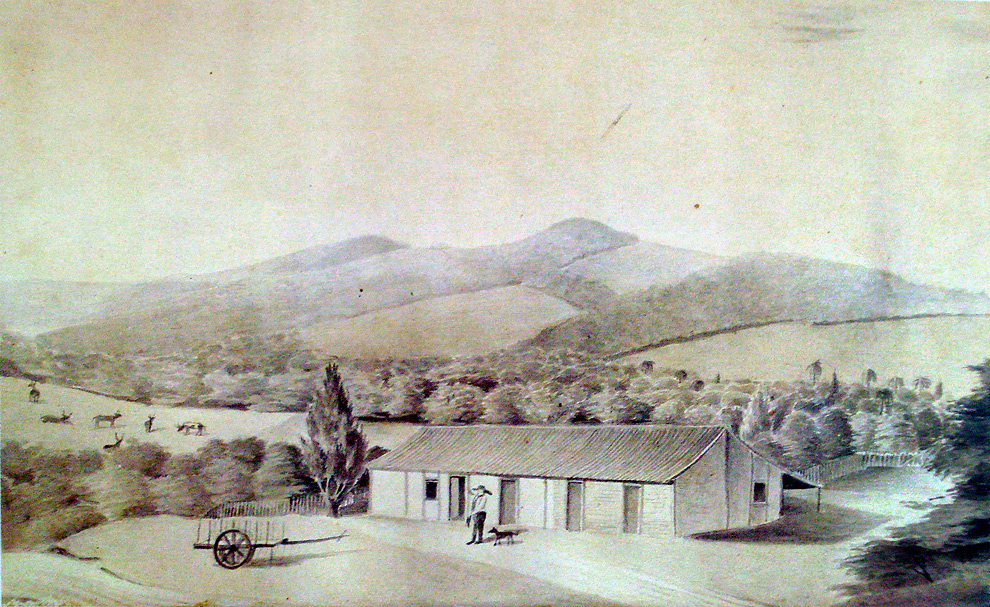
Wendroth: Típica propiedad rural de la región central de Río Grande del Sur a mediados del.

El empleado de la estancia fue uno de los formadores de la figura prototípica del gaúcho, figura que en verdad fue "construida" por la intelectualidad local en el siglo XX, pero que hoy es inspiradora de parte importante de la cultura del estado y de su sentido identidad. Otra parte del carácter de esa entidad abstracta, que dice relación con la insubordinación y libertad, fue prestada del pueblo errante de hombres sin ley, formado por indios que huyeron de las misiones, contrabandistas, cazadores de cueros, aventureros, esclavos y bandidos forajidos que recorrían los campos. Diversos nombres se dieron para esa población, entre ellos faeneros, corambreros, indios vagos, ganaderos, guascas y gaúchos. Vivían en bandos por cuenta propia, comiendo carne y bebiendo mate y aguardiente, vestidos de una indumentaria simple y adaptada a la vida constante sobre un caballo, enfrentando días de intenso frío en invierno, teniendo que dormir a la intemperie. Eran considerados como un peligro para los estancieros, especialmente los más pobres, y constantemente se involucraban en redadas con los españoles en la frontera. Sus relaciones con los oficiales del reino eran ambiguas. Por un lado, competían por atrapar ganado suelto, pero también podían ser contratados para prestar el mismo servicio para un señor o efectuar tareas militares junto a un destacamento oficial. En 1803 su número llegaba a alrededor de cuatro mil, en una población total de 30 mil habitantes.
Hasta entonces, el interés de los colonizadores por el ganado se resumía a su cuero, que era de gran importancia en la vida cotidiana de la colonia. La carne era apenas destinada para uso familiar, y todo el excedente era desperdiciado. Se calcula que el rebaño libre habría llegado a cerca de 48 millones de reses y un millón de caballos. Después de 1780, el ganado libre comenzó a escasear, pero por entonces se abrió un nuevo y amplio mercado para la carne que era descartada, iniciándose la cultura de las charqueadas, cuyo producto se exportaba al Nordeste a fin de alimentar a los esclavos de los engenhos de azúcar.

## SigloXIX

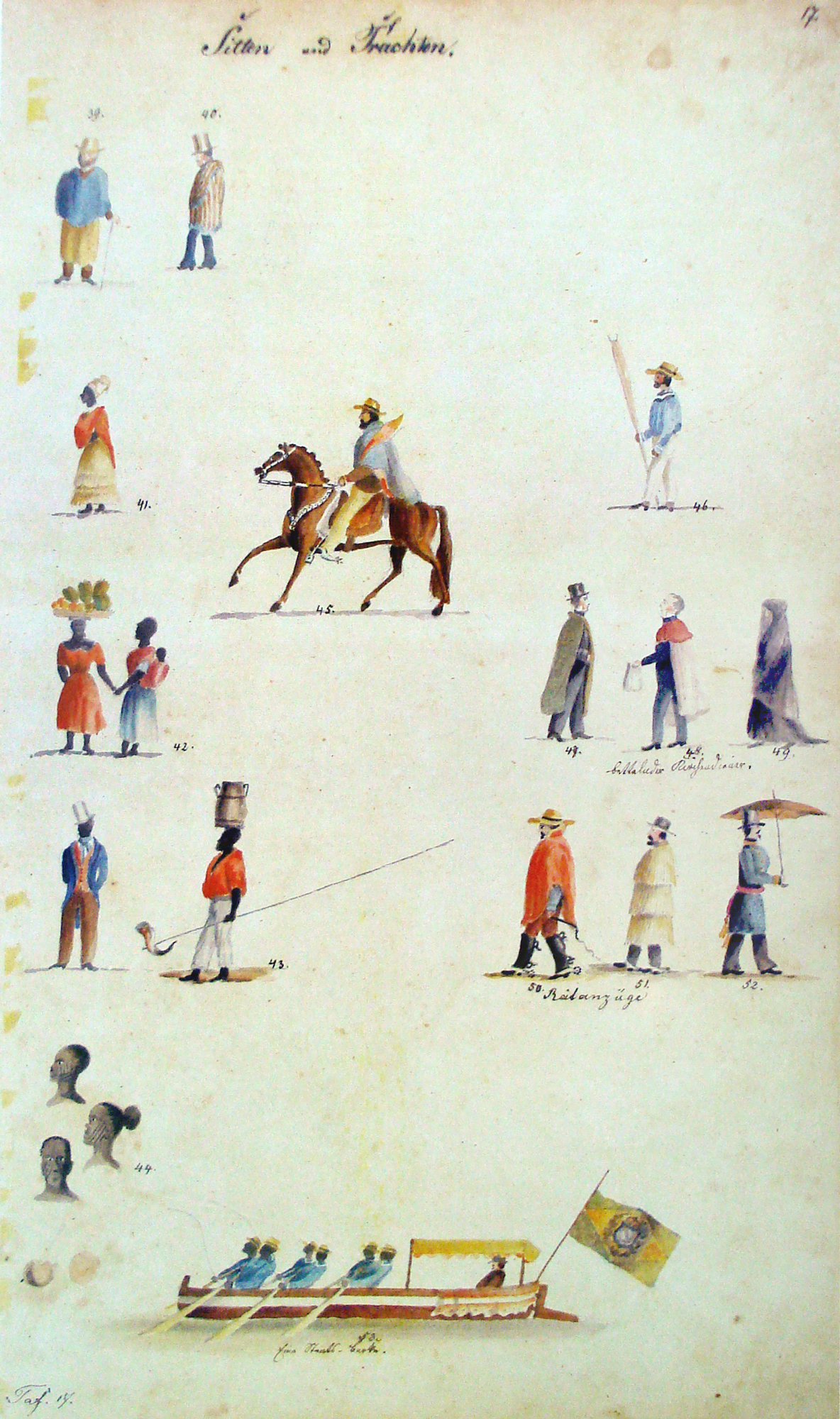
Wendroth: Tipos humanos característicos de Río Grande a mediados del.

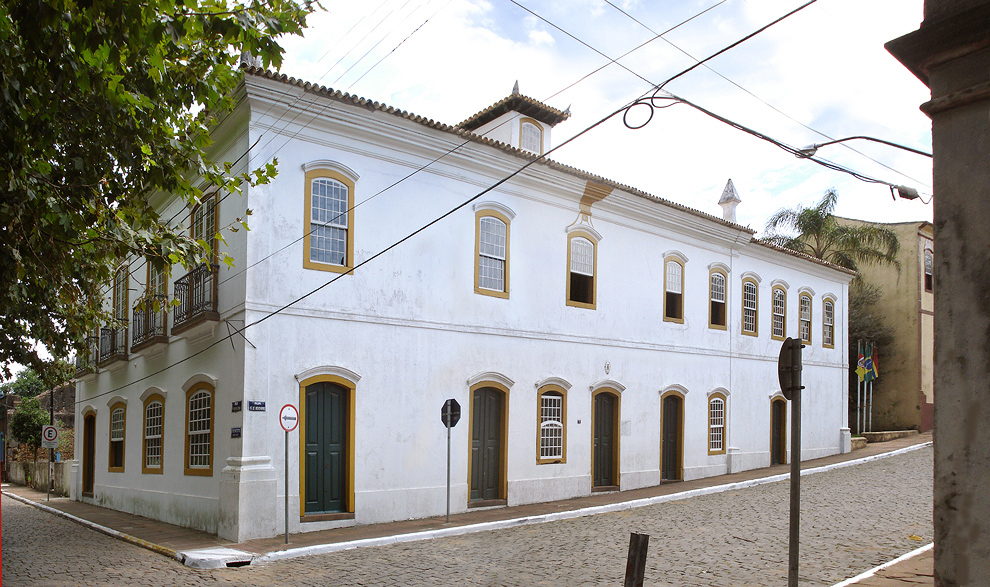
Prefectura de Triunfo, con su arquitectura colonial portuguesa.

Tras la Guerra de 1801, un nuevo acuerdo, el Tratado de Badajoz, redefiniría el trazado de las fronteras del estado, entregando las misiones a Portugal y dejando Sacramento a España. Así se iniciaría un período de organización administrativa, social y económica. En los pocos centros urbanos, como Porto Alegre, Río Grande, Viamão, Pelotas y Río Pardo, la sociedad se comenzó a estructurar. Porto Alegre tenía cerca de cuatro mil habitantes y su rol como capital empezaba a definirse claramente, creciendo como fuerza económica y asumiendo una posición como el mayor mercado del sur. Su comercio se fortalecía con la actividad creciente del puerto, localizado en la confluencia de las dos principales rutas de navegación interna. Entre tanto, Pelotas se destacaba como el mayor centro de producción de charqui y, a través de este, nació una aristocracia urbana, aunque se individualizó con el nombre de Río Grande recién en 1812, convirtiéndose en la freguesia de São Francisco de Paula (recibiendo el nombre de Pelotas algunas décadas después). El 19 de septiembre de 1807, la Capitanía obtuvo su autonomía, mientras que en 1809 fue elevada a la categoría de Capitanía General, compuesta por cuatro municipios: Porto Alegre, Santo Antônio da Patrulha, Río Grande y Río Pardo, que se dividían toda la extensión del estado.
La paz duró poco. En 1811, el estado se vio envuelto en una nueva disputa internacional, despertada por la revolución iniciada por Artigas en Buenos Aires y que pretendía unificar todos los estados de la cuenca del Plata. Montevideo resistió y pidió ayuda al príncipe regente D. João VI, y este envió tropas gaúchas para combatir, bajo el mando de Diego de Souza, el llamado Ejército Pacificador. A raíz del avance militar por la pampa, se fundaron ciudades como Bagé y Alegrete. Tras la firma de un armisticio, el ejército se retiró poco después, siendo sustituido en 1816 por un batallón mayor proveniente de Portugal, compuesto por veteranos de guerras europeas, a fin de rechazar la invasión de las misiones por Artigas. La guerra terminó con la anexión de la Banda Oriental, actual Uruguay, al Reino Unido de Portugal, Brasil y Algarve bajo el nombre de Provincia Cisplatina, que en la práctica se convirtió en una extensión de Río Grande.
En 1822, con la Independencia de Brasil, la Capitanía se erigió como Provincia; fue constituida la primera asamblea electa, y recibió su primer gobernante civil, José Feliciano Fernandes Pinheiro, autor también de la primera historia general del estado, los Anales de la Provincia de São Pedro. La población total ascendía en esa época a cerca de 90 mil habitantes. Al interior los poblados se multiplicaban, apareciendo Yaguarón, Passo Fundo, Cruz Alta, Triunfo, Taquari, Santa Maria. Las misiones, por su parte, se iban convirtiendo paulatinamente en ruinas. En la capital vivían cerca de 12 mil personas.

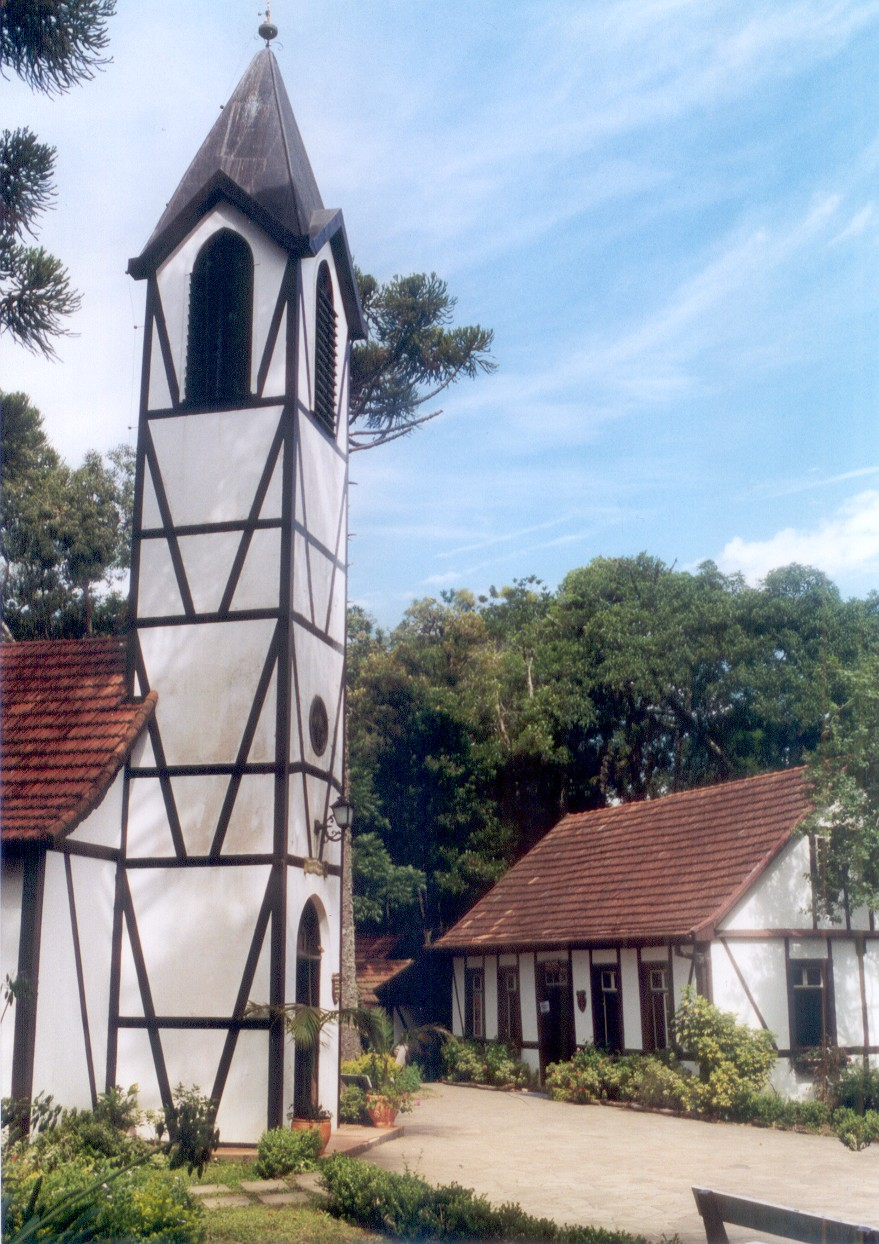
Arquitectura alemana de armaduras en Nova Petrópolis.

El año 1824 estuvo marcado por el inicio de la colonización alemana en el estado, iniciativa del gobierno imperial para poblamiento del sur, que pretendía también dignificar el trabajo manual, formar una clase media independiente de los latifundistas, engrosar las fuerzas de defesa del territorio y dinamizar el abastecimiento de las ciudades. Tras arribar a Porto Alegre, los inmigrantes debían esperar hasta la definición de sus tierras y la concesión de las provisiones iniciales. El grueso del contingente continuaba su viaje hacia la región al norte de la capital, concentrándose en torno al río dos Sinos, formando los núcleos iniciales de ciudades como Novo Hamburgo y São Leopoldo, e instalando propiedades rurales.
Las guerras, por su parte, continuaban. El estado fue la base de operaciones durante la Guerra del Brasil (o Guerra Cisplatina), que eclosionó en 1825 cuando las Provincias Unidas del Río de la Plata quisieron reincorporar el territorio de la Provincia Cisplatina, ocurriendo escaramuzas en territorio gaúcho y una gran confrontación, la Batalla de Ituzaingó, considerada como la mayor batalla campal ocurrida en Brasil. Fructuoso Rivera llegó a reconquistar para los rioplatenses los Siete Pueblos de las Misiones, pero con la firma de la Convención Preliminar de Paz (1828) las misiones fueron devueltas y Brasil acabó por entregar la Cisplatina tras el Tratado de Río de Janeiro, que daría origen a la República Oriental del Uruguay.

### La Revolución Farroupilha
En 1835 sería el turno de la Revolución Farroupilha, uno de los más dramáticos y sangrientos episodios de la historia gaúcha, que duró diez años y contó con entre 3 mil a 5 mil muertos. La revuelta explotó como consecuencia del declive en la economía estadual, en virtud del sobreimpuesto al charqui, que era la base de la economía, la carga excesiva de impuestos, la ineficiencia del gobierno provincial y sucesivas pérdidas agrícolas por plagas y defectos naturales. En la ola de insatisfacción contra el gobierno imperial, a quien culpaban de llevar una política nefasta al estado, el 20 de septiembre de 1835 un grupo de rebeldes en Porto Alegre obligaron a huir al gobernador, tomando la ciudad. Pronto el movimiento adquirió una facción separatista y republicana. La reacción del gobierno central no tardó y recapturó prontamente Porto Alegre. Mientras, los poblados del interior se mantuvieron rebeldes hasta que en 1845, comandados por el Visconde de Caxias, prevalecieron con la firma de la Paz de Poncho Verde, en la cual se concedió una amnistía general a los revoltosos, el pago de indemnizaciones a los jefes militares y la liberación de los esclavos sobrevivientes que habían luchado en ambos bandos.

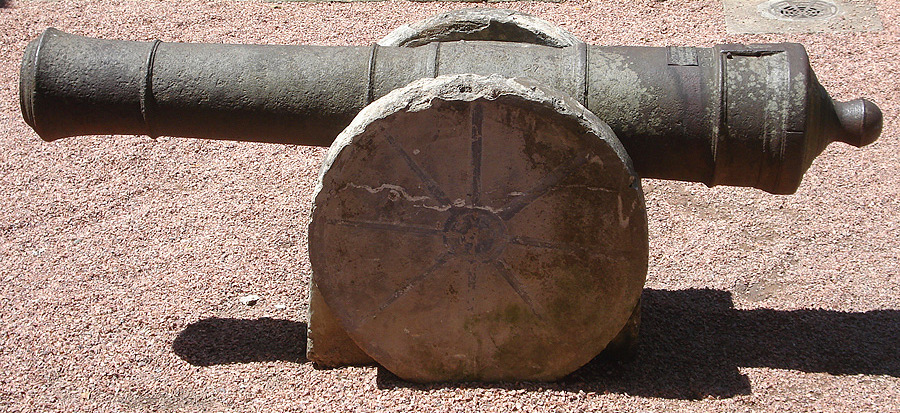
Uno de los cañones usados por los Farroupilhas. Colección del Museo Júlio de Castilhos.

Teatro São Pedro.

En un determinado momento, esta revuelta, en cuyo desarrollo se proclamó la efímera República Riograndense y dominar cerca de la mitad del estado, propagándose hasta Santa Catarina, movilizó dos tercios de la fuerza militar nacional que fue enviada para sofocarla. En el intertanto, la economía de la provincia, ya frágil, colapsó. Aún habiendo decretado medidas para la mejoría en el sector productivo, los revolucionarios nunca consiguieron organizar de hecho la administración de su nueva República. A pesar de la derrota final de los farrapos, la guerra sirvió para acentuar el espíritu regionalista con la consolidación del poder de los estancieros, alteró el equilibrio de fuerzas en las relaciones de Río Grande del Sur con el Imperio y se transformó en un símbolo de identidad en la construcción de la memoria del estado.

### Crecimiento y nuevos conflictos
Aunque gravemente herido por la guerra, la recuperación del estado fue bastante rápida. La situación nacional era favorable. El gobierno de Pedro II por primera vez trabajaba bajo superávit, y el monarca deseaba apaciguar los ánimos locales. Con la restauración de las instituciones, se incentivó la instalación de Cámaras en varias ciudades y la administración de la justicia se normalizó. Las mayores urbes recibieron fondos para mejorar la infraestructura y los servicios públicos, fue demarcada la laguna de los Patos, se formaron varias asociaciones de comerciantes y productores, llegaron nuevas oleadas de inmigrantes alemanes, se empezó a desarrollar la minería del carbón y ya se pensaba en carreteras de hierro para transportar la producción estadual y para el tránsito de personas. En 1851, el Estado mostró un diseño muy parecido al actual, con la rectificación de las fronteras con la República Oriental del Uruguay. En 1854 ya existían condiciones para fundar el primer banco regional, el Banco da Província.
La repercusión cultural de ese brote de progreso también fue significativa. En 1858, Porto Alegre inauguró una gran casa de ópera, el Teatro São Pedro, adornado con grandes riquezas. Los saraos literarios formaban parte de la moda cultural del momento, y en la capital se fundó en 1868 la Sociedad Partenón Literario, que reunía a la élite intelectual gaúcha. En ese círculo brillaron los primeros literatos, educadores, políticos, doctores, artistas y poetas de renombre del estado, como Luciana de Abreu, Caldre e Fião, Múcio Teixeira, Apolinário Porto-Alegre, Carlos von Koseritz, entre muchos otros.
La instalación de los nuevos inmigrantes alemanes, que seguían llegando, se hizo más dificultosa. Cambios en las leyes estaduales cambiaron la adquisición de tierra onerosa para los colonos e impusieron una hipoteca obligatoria sobre las tierras hasta su abandono, e iniciativas privadas de atracción de nuevos alemanes no siempre fueron exitosas. También se registraron confrontamientos sangrientos con restos de los pueblos indígenas en las áreas despejadas, y eventos de violencia entre los propios alemanes, como la Revuelta de los Muckers, de carácter mesiánico. De todas formas, la colonización fue próspera a nivel global, llevando al Estado las culturas de la batata, de los cítricos y del cigarro, introdujo la cerveza, promovió la industrialización y la artesanía, la educación privada y la policultura, y fundó una serie de otras ciudades, como Estrela, São Gabriel, Taquara, Teutônia y Santa Cruz do Sul, que luego vino a ser el mayor polo productor de tabaco de la región. Más allá de eso, los alemanes pronto se organizaron en sociedades culturales donde se practicaba música erudita y se escenificaban piezas de teatro, y se destacaron por su lucha por la libertad religiosa y por la abolición de la esclavitud.
En 1864, se suscitó una nueva guerra, esta vez contra el Paraguay. Brasil fue invadido por Francisco Solano López y el estado envió más de diez mil hombres al frente de batalla. La Guerra de la Triple Alianza afectó directamente solo tres ciudades gaúchas: São Borja, Itaqui y Uruguaiana, que fueron atacadas varias veces, pero después de un año el conflicto directo se movió para otros lugares, y el estado como un todo tuvo relativamente poca agitación. Pero gracias a la actuación destacada del general gaúcho Manuel Luis Osório en el conflicto, el prestigio del estado creció sensiblemente. Él fue uno de los fundadores del Partido Liberal en el estado, que inició a partir de 1872 una marcha ascendente hasta dominar la situación política gaúcha. Con su muerte se abrió espacio para otra personalidad brillante, el primero liberal pero luego monarquista Gaspar da Silveira Martins, creador del periódico A Reforma y ocupante de varios cargos públicos, incluyendo el de Presidente de la Provincia. Tal era su influencia, que fue llamado "el dueño del Río Grande".

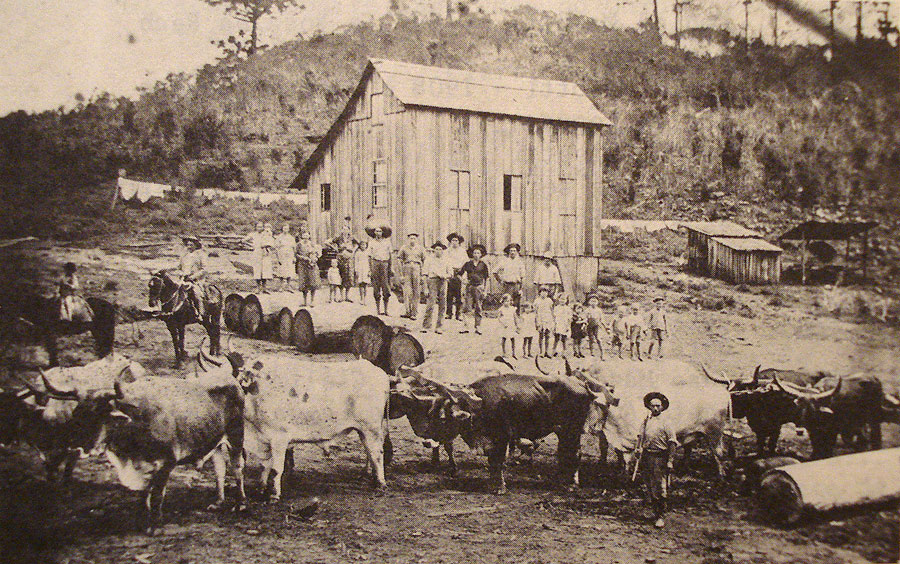
Propiedad rural italiana en Caxias do Sul, fines del.

En 1874 ya circulaba un ferrocarril entre la capital y São Leopoldo, siendo el punto de partida para la modernización de los medios de transporte en Río Grande del Sur. A partir de 1875 llegaron las primeras oleadas de inmigrantes italianos en un nuevo proyecto oficial de colonización, y su ubicación en la Sierra Geral, al norte del área ocupada por los alemanes. A pesar de las previsibles dificultades de ocupación de una región todavía virgen, y del limitado apoyo gubernamental a los colonos, el emprendimiento fue exitoso, y hasta el final del siglo llegarían al estado cerca de 84 mil italianos, sin contar grupos menores de judíos, polacos, austríacos y otras etnias. A través de esa nueva ola inmigratoria se fundaron ciudades como Caxias do Sul, Antônio Prado, Nova Pádua, Bento Gonçalves, Nova Trento y Garibaldi, y se introducirían producciones nuevas como la uva, los embutidos y el vino. Como pasó con los alemanes, se creó en la región una cultura muy próspera y muy característica, hasta con dialecto, hábitos y arquitectura propios. El estado atravesaba una fase de real auge, con cerca de 100 industrias en actividad. En 1875 la sociedad se sintió capaz de exhibir públicamente el resultado de su esfuerzo en una primera exposición general, montada en el Arsenal de Guerra de Porto Alegre. En el catálogo de muestra constaban 558 productos, desde ropa, maquinaria pesada e instrumentos de precisión hasta relojes y obras de arte. El evento fue un éxito absoluto, y tildado como «un festín del trabajo» por la prensa de la época.

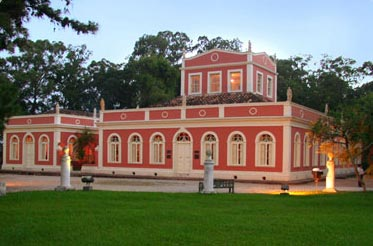
Solar de Barão de Três Serros, en Pelotas, hoy el Museo de la Baronesa.

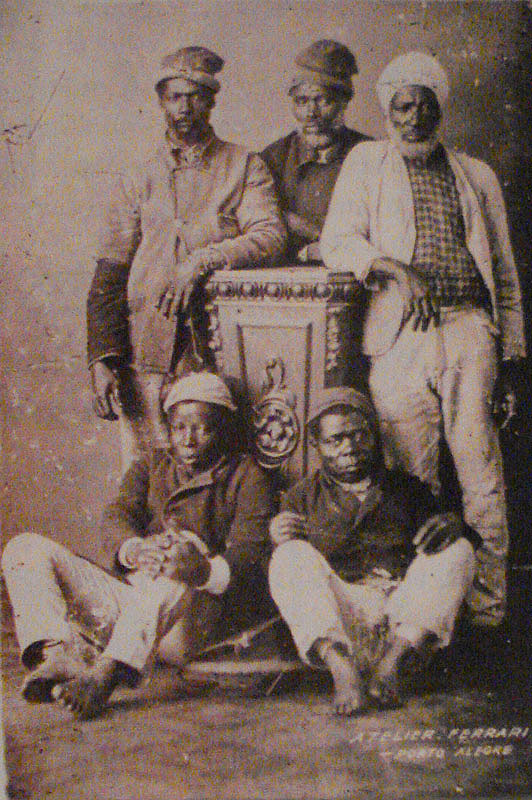
Uno de los primeros grupos de negros libertados en Porto Alegre, c. 1884.

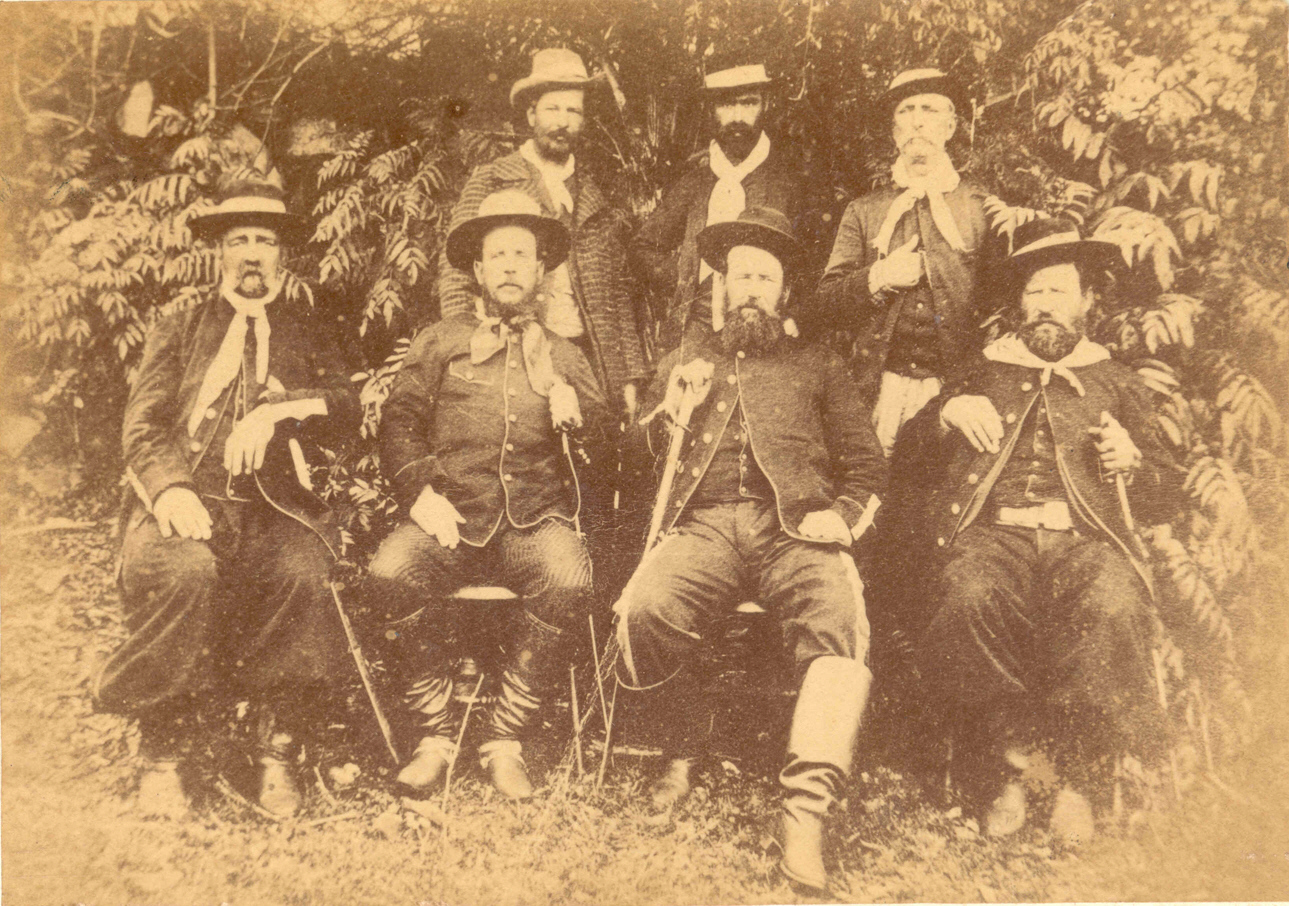
Aparício y Gumercindo Saraiva, líderes de la Revolución Federalista, aparecen en esta foto, sentados, en el centro

Con el notorio crecimiento de varias ciudades, principalmente Porto Alegre, Pelotas pasó a ocupar la posición de predominio económico en el estado, cuando el ciclo del charqui entraba en su apogeo. Cerca de 300 mil reses eran carneadas anualmente en las charqueadas de la región, generando grandes ingresos para la élite local. El charqui se transformaba en pinturas, vajillas finas, ropas de las últimas modas francesas, cristales, muebles de lujo, casas elegantes. En los periódicos los cronistas se enorgullecían de que en su ciudad ni uno solo de los edificios públicos fue costeado por el gobierno estadual, siendo todo financiado por los lugareños. En visita a la ciudad, Gastón de Orleans, conde de Eu declaró:
"Es Pelotas la ciudad predilecta de lo que yo llamo aristocracia riograndense. Aquí el estanciero, el gaúcho cansado de criar bueyes y domar caballos en el interior de la campaña, vienen a gozar las onzas y los patacones que juntaron en plan de señores".
Mientras ese ciclo económico continuaba, en la política la situación comenzaba a cambiar. En 1881 volvieron a su tierra natal un grupo de jóvenes liderados por Júlio de Castilhos, después de una temporada de estudios en São Paulo, donde entraron en contacto con activos intelectuales y con la filosofía positivista. La campaña abolicionista ganaba las calles y Castilhos asumió inmediatamente la delantera del movimiento, al mismo tiempo que fundaba un Partido Republicano diferenciado, el Partido Republicano Rio-grandense, inspirado en el positivismo, cuyo portavoz fue el influyente periódico A Federação. A partir de 1884, contando con la participación de grandes segmentos de la sociedad, consiguieron iniciar un proceso gradual de liberación de los cerca de ocho mil esclavos del estado, cuatro años antes de la proclamación de la Ley Áurea. Los liberados, de todas formas, no encontrarían fácilmente su lugar en el mercado laboral, reuniéndose en guetos y villas, sufriendo privaciones y discriminaciones de todo tipo, y obteniendo apenas tareas de baja remuneración.
En los albores de la República, Júlio de Castilhos asumió la secretaría del gobierno y enseguida participó en Río de Janeiro de la elaboración de la nueva Constitución. Volviendo al estado en 1891, pasó a trabajar en la Constitución Estadual, que fue aprobada el 14 de julio, mismo día en que se realizó la primera elección para una presidencia constitucional, siendo Castilhos vencedor con el 100% de los votos. Pero las rivalidades políticas se intensificaron hasta un punto sin retorno. El Partido Federalista (antiguo Partido Liberal) luchaba por la centralización y el parlamentarismo; el Partido Republicano por el sistema presidencialista y por la autonomía provincial. Después de varios cambios de gobierno se desató una nueva guerra civil en 1893, la Revolución Federalista, liderada por Silveira Martins, antiguo adversario de Castilhos, que estaba de nuevo en el poder. Si en la Revolución Farroupilha todavía se daban escenas de nobleza, honra y altruismo, a lo largo de la Revolución Federalista se generalizó la crueldad y la villanía. Décio Freitas dice que fue la más violenta de las guerras civiles en toda América Latina, y otros que escribieron sobre ella no cesan de reiterar sus expresiones de horror. Duró más de dos años y se cobró más de diez mil vidas.
Con la derrota de los rebeldes en 1895, Júlio de Castilhos concentró en sí el control absoluto del estado. La oposición se vio completamente desarticulada y los principales líderes revolucionarios o estaban muertos o partieron al exilio, acompañados por cerca de diez mil correligionarios. Entonces se inició una larga dinastía política que iba a gobernar el estado por décadas, e influiría todo el Brasil a través de uno de sus discípulos, Getúlio Vargas. Castilhos controlaba toda la maquinaria administrativa estadual a través de una red de subordinados fieles, interfiriendo directamente en la vida de los municipios. Adepto entusiasta del positivismo, orientó su administración por sus ideas de orden, moralidad, civilización y progreso, pero daba poco valor a la opinión popular, como se revela en su desprecio al voto, siendo repetidas veces acusado de cometer fraude electoral. En su círculo, era visto como un iluminado, y aunque ejercía un poder dictatorial, pasó por alto antiguas ofensas y no persiguió a los que no eran afectos a su persona, ni obstruyó el trabajo de la prensa, permitiendo considerable libertad de expresión. Su carisma personal era fuerte y su gobierno llegó a ser elogiado hasta por sus oponentes, como Venceslau Escobar, que se admiró de su "nivel de penetración, realizando y proyectando medidas progresistas". De hecho, con él el estado entró definitivamente en la modernidad, actualizando una herencia administrativa colonial obsoleta que hasta entonces estaba basada más que nada en la improvisación. Su primera preocupación fue regularizar la Justicia, los transportes y las comunicaciones. Apoyó a los inmigrantes y fomentó el desarrollo del interior. En 1898 dejó el gobierno asegurando la continuidad de su programa a través de la elección de Borges de Medeiros en un pleito sin adversarios.

## SigloXX

### Modernización

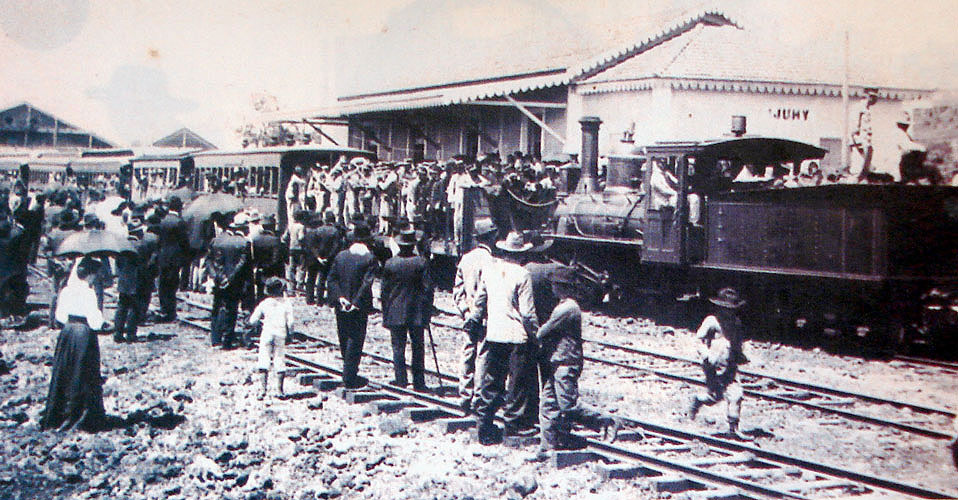
Llegada del tren a Ijuí.

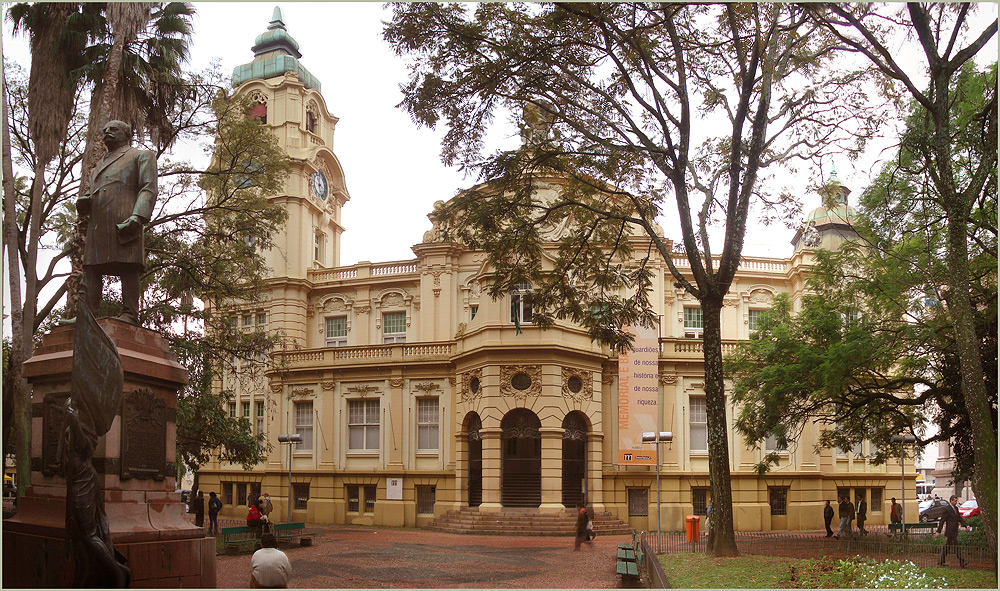
Fachada principal del suntuoso edificio de los antiguos Correos y Telégrafos, hoy el Memorial de Río Grande del Sur, construido durante la fiebre edificatoria de Porto Alegre en los inicios del.

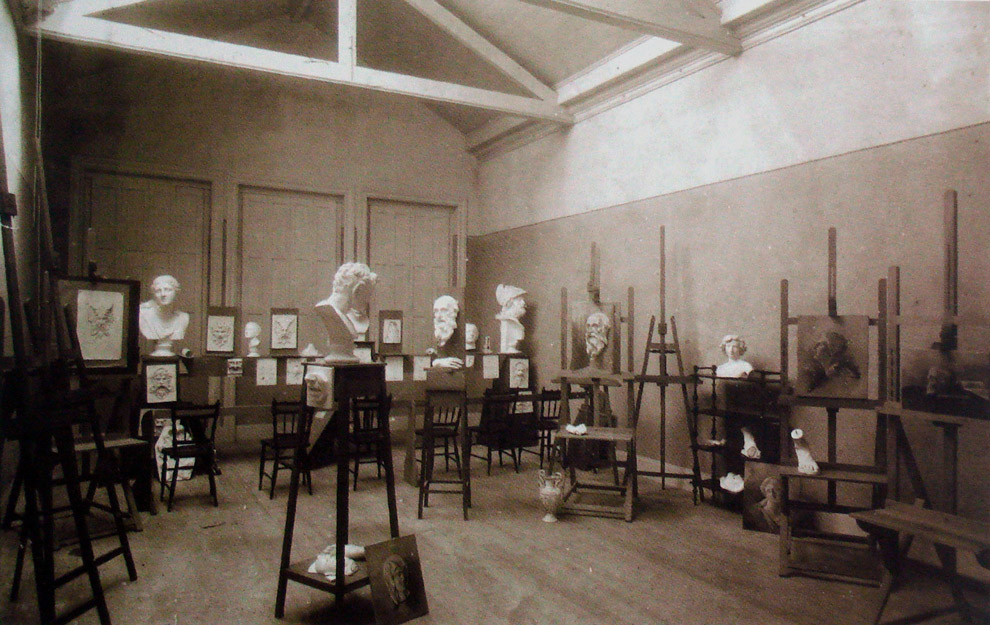
Taller de escultura del Instituto de Bellas Artes en 1915.

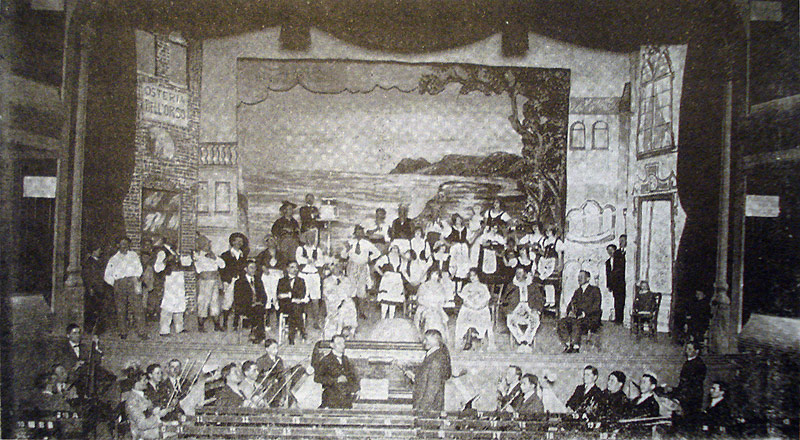
Escena de opereta montada en Caxias do Sul, 1922.

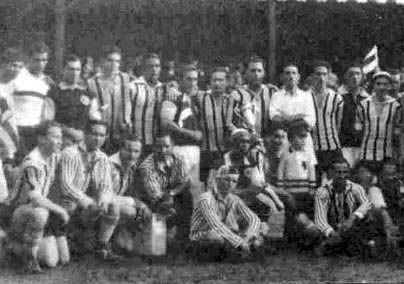
El equipo de Grêmio en 1931.

Cuando Borges tomó el poder, Río Grande del Sur ya tenía cerca de un millón de habitantes. Castilhos todavía regía la política estadual como jefe del Partido Republicano Riograndense, y propuso a Borges una vez más para Presidente al final de su primer mandato. Debido a que Castilhos era una figura carismática, Borges se construyó una imagen de discreción y modestia, no ostentaba ni hacía publicidad personal, pero mantuvo, al igual que su mentor, las riendas del sistema de poder y fue otro eficiente administrador, cuyo lema era "ningún gasto sin boleta". Reorganizó el sistema de impuestos y terminó la reforma judicial iniciada por Castilhos, incentivó la producción de los inmigrantes y la pequeña industria, apoyó la mejoría en los servicios municipales expandiendo redes de agua, luz y cloacas, y estatizó las vías férreas y el puerto de Río Grande. Mantuvo una relación distante con el gobierno federal, y por eso el estado acabó siendo perjudicado con una siempre pobre transferencia de fondos.
Cuando iba a competir por un tercer mandato, la oposición presentó un adversario de peso, y Borges tuvo que buscar otro nombre, Carlos Barbosa Gonçalves, que resultó vencedor, haciendo un gobierno de continuidad. En la elección siguiente, Borges retornó al gobierno, consiguiendo ser reelegido por cuarta vez, y realizó otra administración importante. Enfrentó una de las mayores olas de huelgas de la historia del estado, pero fue conciliador con los huelguistas. Aumentó los salarios de los funcionarios públicos y decretó medidas proteccionistas para productos esenciales como el poroto, arroz y margarina. Pero tuvo que pedir un sustancial préstamo externo para financiar su intenso programa de obras públicas. Fue uno de los promotores de la fiebre constructora que reformuló el perfil paisajístico urbano de Porto Alegre, durante la cual fueron levantados muchos edificios públicos de gran lujo y realizadas varias obras de urbanización, todo ello con idea de que la ciudad fuera "la tarjeta de presentación de Río Grande". Diversas ciudades del interior en esa época ya sobrepasaban los diez mil habitantes, donde se multiplicaban los negocios y la sociedad formaba una nueva estratificación, como Bagé, Uruguayana y Río Pardo.

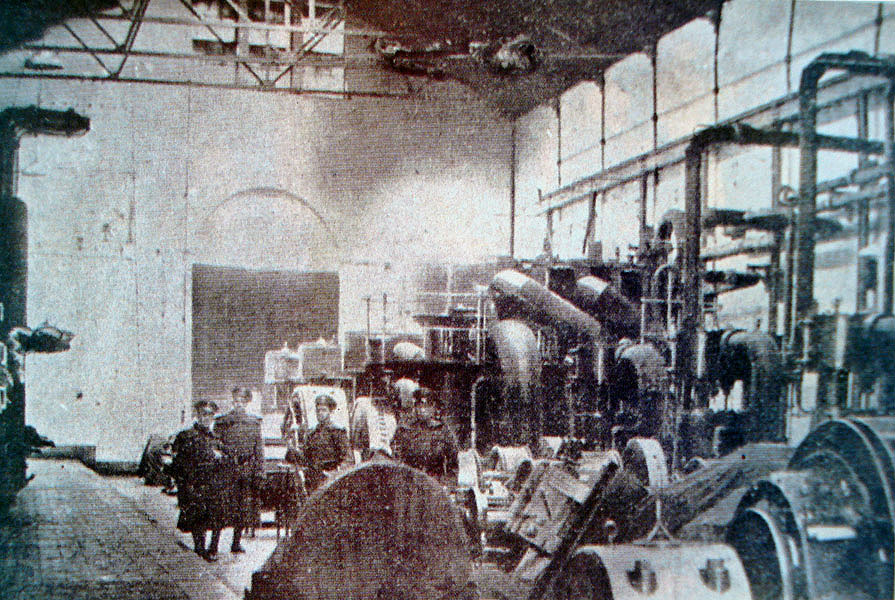
Fábrica custodiada por la milicia del gobierno durante la huelga de 1917 en Porto Alegre. Colección del Museo de Comunicación Social Hipólito José da Costa.

A inicios del siglo, el estado alcanzaba la tercera posición en la economía nacional. El censo de 1900 contabilizó 1 149 070 habitantes; 67,3% de analfabetos y un 43% de empleos en áreas rurales. Del total de habitantes, casi 300 mil eran trabajadores; de estos 56 mil eran mujeres, 49 mil eran artesanos o poseían un oficio, 31 mil se dedicaban al comercio. Había también 3 165 "capitalistas", como se les denominaba a los grandes industriales y comerciantes, y 4 455 funcionarios públicos. Pero las aceleradas demandas de progreso resultaron en que la vida de las clases operarias estaba lejos de ser tranquila. Mientras la industrialización en varios sectores facilitó las cosas, también era primitiva y exigía mucho trabajo pesado. Los salarios eran bajos y no alcanzaban a cubrir el sustento básico; los ambientes de trabajo en las fábricas no se caracterizaban por su comodidad y salubridad. En muchas fábricas la disciplina era impuesta a chicote; los funcionarios eran sometidos a revisiones periódicas y pagaban pesadas multas por infracciones mínimas; niños y mujeres hacían usualmente la mesma jornada que los hombres adultos, que podía llegar a tener 15 horas. En el campo, la carga de trabajo era aún más pesada. En vista de esas condiciones opresivas, los operarios urbanos y los colonos rurales se vieron obligados a encontrar garantías y asistencia por sí mismos, por medio de las asociaciones de mutuo socorro y sindicatos, que fortalecieron la clase, dándole oportunidad de articulación y expresión pública. Comenzaba, junto con la modernización, la proletarización de la fuerza trabajadora, y con ella surgen huelgas y manifestaciones populares contra las políticas gubernamentales, exigiendo mejores condiciones de vida. Entre 1890 y 1919 los operarios hicieron 73 huelgas locales y tres huelgas generales, en años de una explosiva organización, cuando predominaban ideas anarquistas y socialistas. Ejerciendo una presión efectiva difícil de ignorar, estas movilizaciones tuvieron muchas veces resultados favorables para los trabajadores.

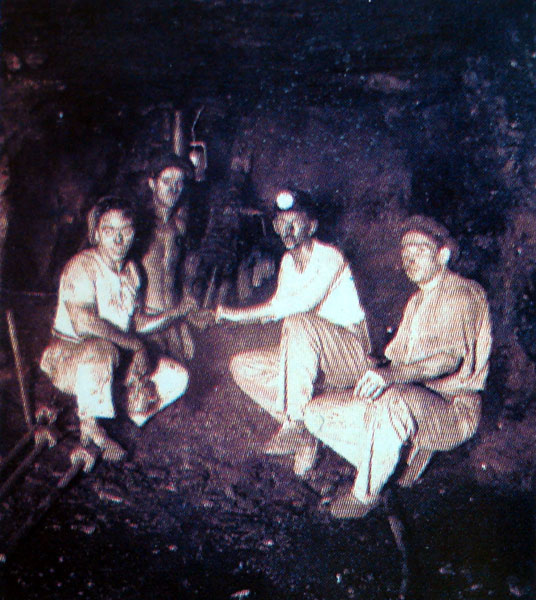
Carboneros a inicio del. Colección del Museo del Carbón de Arroio dos Ratos.

En ese escenario de rápida transformación, la antigua oligarquía pastoril, que aún mantenía a fines del siglo XIX el monopolio de los medios de producción más importantes, frente a la creciente concentración de actividades comerciales e industriales en los centros urbanos, ambas en franco ascenso, se vio rápidamente perdiendo dinero, espacio político e influencia. El resultado fue la última de las grandes guerras civiles del estado, la Revolución de 1923, llamada la Libertadora, que buscó acabar con el continuismo de Borges de Medeiros. El motín apenas llegó a las puertas de las ciudades, limitándose al campo, y fue un enfrentamiento desigual. Del lado de los revolucionarios, desorganizados, en menor número y usando precarias municiones y armas de la época de la Guerra de los Farrapos, contra la Brigada Militar de Río Grande del Sur, bien entrenada y equipada con ametralladoras y un gran volumen de soldados. Los revolucionarios fueron derrotados y Borges terminó completando un quinto mandato, aunque tuvo que renunciar a una sexta reelección. El gobierno federal no se involucró, salvo como intermediario en las conversaciones que llevaron a la Paz de Pedras Altas, sellada el 14 de diciembre, que fue un acuerdo bastante ecuánime y conciliador. Posibilitó un entendimiento real entre las facciones de maragatos (libertadores, assisistas) y chimangos (republicanos, borgistas). 
Del lado de la Federación, hubo avances y retrocesos en el sector económico. La economía gaúcha hacia fines de la década de 1930 solo se salvó por los mayores ingresos de la industria y el comercio, incluso capaces de sostener avances en el campo cultural. Al año siguiente, otro foco de agitación se suscitaría en la frontera occidental, por causa de la formación de la Columna Prestes. El gobierno estadual envió 1 200 soldados para auxiliar en combate a los tenentistas en São Paulo. Esos movimientos, sin embargo, tuvieron menor repercusión en Río Grande del Sur en comparación a otros estados.

### Cultura
Los primeros grandes eventos culturales del siglo XX acontecieron en 1901: la fundación de la Academia Riograndense de Letras, de donde salieron periodistas, poetas e escritores, como Caldas Júnior, Marcelo Gama, Alcides Maia y Mário Totta, y la realización de otra exposición general en Porto Alegre, com 3 mil expositores exhibiendo las tecnologías más modernas y los productos que movían la economía. En 1903 se fundaría el primer museo del estado, el Museo Júlio de Castilhos. Ese mismo año se llevó a cabo el primer evento dedicado íntegramente a las artes, el Salón de 1903, promovido por el periódico Gazeta do Commercio. Este salón, según Athos Damasceno Ferreira, fue "el primer certamen para dar a las artes de Río Grande del Sur un estatuto de autonomía (…) legitimándolas como objeto de aprobación y distinción social". También fueron fundadas varias facultades en Porto Alegre - Medicina, Química, Farmacia, Derecho e Ingeniería - así como el Instituto Libre de Bellas Artes, incluyendo cursos de música y artes plásticas, que concentraría la producción artística en la capital y sería prácticamente en el estado entero la única referencia institucional significatiba hasta mediados de la década de 1950 en los campos de estudio, enseñanza y producción de artes Por el Instituto pasaron algunos de los nombres más notorios de la pintura local de inicios de siglo, como Pedro Weingärtner, Oscar Boeira, Libindo Ferrás, João Fahrion y algunos maestros extranjeros, como profesores contratados. También despuntaron más nombres de peso en la literatura y la poesía, como Augusto Meyer, Dyonélio Machado y Eduardo Guimarães, que junto a la actividad de la Biblioteca Pública del Estado de Río Grande del Sur, reinaugurada y ampliada en 1922, contribuyeron significativamente para dinamizar las letras locales
En la música se destacaron las actividades del Club Haydn de Porto Alegre, organizando muchos recitales divulgando autores europeos y brasileños, complementando las temporadas del Teatro São Pedro, donde se presentaron astros como Arthur Rubinstein y Magda Tagliaferro y se pusieron en escena las primeras óperas gaúchas, Carmela, de José de Araújo Viana, y Sandro, de Murillo Furtado. Compañías teatrales y de ópera circulaban con frecuencia por los teatros del interior, pequeños conjuntos vocales e instrumentales del repertorio erudito ya existían en varias ciudades, y se percibía la consolidación de expresiones musicales regionalistas y populares hispanoportugueses, afroportugueses y de los descendientes de inmigrantes en sus colonias. El deporte ya contaba con clubes como Grêmio e Internacional, que serían grandes fuerzas en el fútbol brasileño años más tarde.

### Años 30 a 60

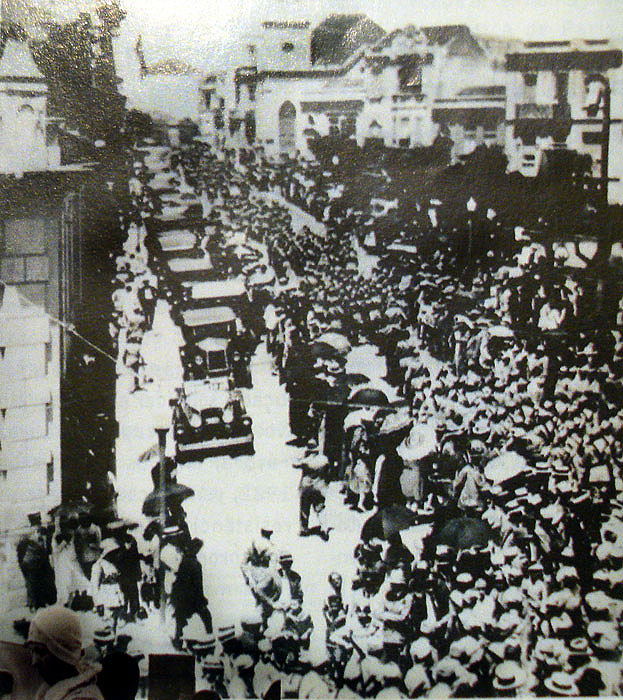
Manifestaciones populares pro revolución de 1930 en Porto Alegre

En 1928 Getúlio Vargas sucedió a Borges de Medeiros, y fue más un castilhista en el poder. Buscó apoyo de los estancieros representando a la clase en el gobierno federal, y protegiendo a los sindicatos que ellos estaban organizando. Descubriendo en los costos de transporte el mayor problema, amplió los ferrocarriles e incentivó la primera aerolínea del estado, la futura Varig. Para facilitar el crédito, fundó el Banco del Estado de Río Grande del Sur. Su mayor proeza, sin embargo, fue la disipación de antiguas rivalidades políticas que afligían al estado desde mucho tiempo. El fruto de ello fue la construcción de la Alianza Liberal, de la cual fue el candidato a las elecciones nacionales en 1930, venciendo la competición, sin embargo, Júlio Prestes. Pero éste no llegaría a tomar posesión, siendo depuesto por la Revolución de 1930, que guio a Getúlio a la Presidencia con decisiva participación de los gaúchos.
Getúlio asumió el gobierno llevando su herencia política castilhista y la experiencia que tuviera con los sindicatos gaúchos, y se dice que fue una fase de "gauchización" de la política de Brasil, pero templada con ideales tenentistas. Vargas decretó la intervención en los estados y a través de la Constitución de 1934 introdujo reformas importantes como el voto secreto y obligatorio para mayores de 18 años; el voto femenino; predijo la creación de la justicia laboral y de la justicia electoral, entre otras cosas. Su gobierno instituyó una versión del castellismo conocida como populismo, pues buscó atraer a las clases populares en la construcción de una nueva sociedad. Tenía buenos propósitos, pero no bastaron para que la oposición se callara, y en poco tiempo los movimientos se organizaron en varios puntos del país para removerlo. En el Río Grande del Sur, la oposición encontró fuerzas en José Antônio Flores da Cunha, interventor nombrado por el propio Vargas, y en intelectuales como Dyonelio Machado, uno de los líderes locales de la Alianza Nacional Libertadora, de izquierda. La reacción de Vargas fue dura: Flores da Cunha tuvo que exiliarse y los miembros de la ALN fueron reprimidos violentamente, siendo usada hasta la tortura.
Por otro lado, varias reformas impuestas por el gobierno federal no se estaban cumpliendo en el estado, pues la élite industrial y comercial se resistía a renunciar a derechos tradicionales. Las nuevas olas se organizaron, las entidades obreras rompieron relaciones con el Ministerio de Trabajo, y el clima se volvió tenso nuevamente en los círculos de la producción. [3] También la política estadual continuaba convulsionada, pues en ese momento Brasil, amedrentado con la "amenaza bolchevique", se encontraba ampliamente influenciado por los regímenes totalitarios europeos como el nazismo y el fascismo. La repercusión de ello en el estado fue especialmente intensa pues los descendientes de los inmigrantes italianos y alemanes se habían identificado con lo que pasaba en sus países ancestros, y en ese momento esos grupos ya constituían grandes y fuertes colonias, respondiendo por el 50% de la población y de la renta y algunos de sus representantes alcanzaban posiciones de eminencia en el empresariado y en la política, como el Intendente de Porto Alegre, Alberto Bins, de origen alemán, que en declaraciones públicas expresó su simpatía por el nazismo. Los alemanes pronto pasaron a ostentar sus preferencias políticas en paseos vestidos de trajes militares y cargando banderas con la esvástica, mientras que los italianos se ufanaban de su etnia y conquistas incentivados por el propio Mussolini. Otros todavía se adhieren al Integralismo, de carácter similar.

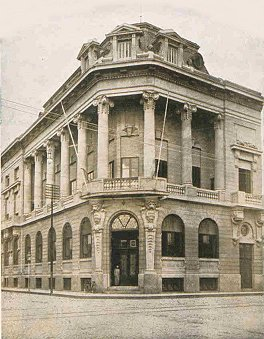
Sede del Banco Pelotense

A pesar de la agitación, la economía se había recuperado bastante bien después de la crisis económica mundial de 1929. En realidad, relativamente poco había afectado el estado, salvo su sector financiero, con la quiebra de bancos importantes como el Banco Pelotense, lo que selló el inicio de un largo período de estancamiento económico para Pelotas y otras ciudades. Pero, en esta época, Río Grande del Sur abastecía una parte significativa del mercado nacional con su producción agropecuaria. Tanto es así que en 1935, conmemorando el centenario de la Revolución Farroupilha, se organizó otra gran exposición general en Porto Alegre, la mayor que la ciudad había visto. Además de presentar los frutos de la economía gaúcha para la sociedad, tuvo una sección cultural y fue importante también por haber introducido en el sur la arquitectura modernista, que en adelante constituiría el principal estilo arquitectónico empleado en el estado hasta los años 1980, revolucionando las concepciones del urbanismo gaucho.
Los movimientos de derecha culminaron en 1937 con la creación del Estado Novo a través de un nuevo golpe de Estado de Getúlio, que impuso una Constitución fascista. La euforia de los descendientes de inmigrantes, que se reunieron en marchas por varios puntos del estado para aclamar el nuevo régimen, luego se deshizo, pues Getúlio empezó a orientar la política hacia la construcción de un sentido de identidad nacional, y así todos los extranjerismos comenzaron a ser severamente censurados, iniciando un tiempo de persecuciones y represión en las colonias, y en vez de colaboradores en el proceso de crecimiento y poblamiento, los inmigrantes pasaron a ser vistos como potenciales enemigos de la patria. El proceso llegó al extremo con la entrada de Brasil en la Segunda Guerra Mundial contra los países del Eje, con pesadas consecuencias económicas y sociales para la región, incluyendo las colonias de la capital. Con el fin de la Guerra y con la concomitante deposición de Getúlio, las instituciones democráticas comenzaron a restablecerse, y en 1947 fue elegido un nuevo gobernador, Walter Jobim, comprometido con la propuesta de expandir la electrificación de las colonias para evitar el éxodo rural. Para ello construyó diversas centrales de energía, en un programa que tuvo continuidad con sus sucesores. En su gestión se aprobó una nueva Constitución Estatal, ampliando los poderes del Legislativo gaúcho. Getúlio fue depuesto pero mantuvo su prestigio, y luego se convirtió en el líder del Partido Laborista Brasileño (PTB), que tuvo en el estado una de sus mayores bases electorales. Así el llamamiento a las masas y al nacionalismo, y el combate a las tendencias de izquierda, seguían vivos. En el estado la política se dividía entre el Partido Libertador, portavoz de la élite pecuaria, el Partido Social Democrático, defendiendo los intereses de la burguesía agroindustrial, y el PTB, actuando por el laborismo, la nueva versión del populismo getulista, que tenía en Alberto Pasqualini su mentor local. Getúlio acabó siendo reelegido para la Presidencia de la República, consagrando el laborismo como línea de gobierno.
En 1954, pocas semanas después del suicidio de Vargas, los laboristas perdieron la elección para gobernador, asumiendo Ildo Meneghetti como un fenómeno electoral hasta entonces sin precedentes en la política gaúcha. Descendente de italianos, su ascenso al poder máximo del estado fue un claro indicador de que la discriminación que los inmigrantes se enfrentaron durante los años anteriores había sido superada. Ya fuera dos veces alcalde de Porto Alegre, donde dejaba obra sólida priorizando la vivienda popular. Pero como gobernador no logró cumplir muchas metas. El estado estaba entrando en una crisis económica donde, a pesar del crecimiento del número de industrias y de la introducción de nuevas y rentables cultivos como la soja, dejaba de ser importador de mano de obra para ser exportador. Y la situación de Meneghetti como opositor del nuevo presidente Juscelino Kubitschek dejó el estado al margen de las inversiones federales en pleno Desarrollismo. Le sucedió Leonel Brizola, que siguió por la tradición laboral. Su gobierno fue pautado por un Plan de Obras, que tenía como objetivo mejorar la infraestructura y ampliar la red escolar. En el caso de las empresas extranjeras, fundó la Caixa Econômica Estadual do Rio Grande do Sul, reequipó a la policía, estimuló una reforma agraria de ámbito estadual, creando el Instituto Gaúcho de Reforma Agraria, y estimuló la creación de empresas de porte como la Refinería Alberto Pasqualini y la de Aceros Finos Piratini. Su actuación más dramática fue el lanzamiento de la Campaña de la Legalidad en 1961, que llevó multitudes a las calles, cuando el Palacio Piratini, donde se atrincheró, fue mandado a ser bombardeado por las jefaturas militares federales, pero, debido a la desobediencia de los soldados gauchos, terminó no sucediendo.

### Durante la dictadura militar
En 1962, Meneghetti fue reelegido, en una coalición que contó con el apoyo de grandes fuerzas conservadoras, mientras que los laboristas estaban divididos con el surgimiento del laborismo renovador de Fernando Ferrari. Meneghetti representaba la opción más sensata para aquellos importantes sectores de la sociedad que, temiendo el avance comunista, estaban preparando el golpe militar de 1964, donde el gobernador desempeñó un papel de relieve. Articuló vínculos decisivos con líderes nacionales y en la madrugada del 1 de abril de 1964 trasladó el gobierno estatal a Passo Fundo, a fin de no ser depuesto por la resistencia que se organizaba en Porto Alegre por las fuerzas fieles a Joao Goulart. El día 4, después de que este se retirara al exilio en Uruguay, Meneghetti regresó a la capital, conducido por una fuerza combinada de unidades de la 3ª División de Infantería del Ejército, con sede en Santa María, y de tropas de la Brigada Militar. De inmediato se verificaron reacciones en varias esferas, incluyendo manifestaciones de calle antigolpe, todas reprimidas con violencia. El alcalde de Porto Alegre, Sereno Chaise, fue arrestado, y junto con él cientos de personas. La represión fue el recurso habitual de preservación del nuevo orden, justificado como medida de seguridad nacional, y luego ocurrieron otras prisiones, junto con el cierre de periódicos, de las ligas campesinas, de los sindicatos y de la Unión Nacional de los Estudiantes, casaciones de políticos, extinción de los partidos y expulsiones de profesores de las universidades. También se creó el sistema de elección indirecta para gobernador. El principal teórico del régimen fue el general gaúcho Golbery do Couto e Silva, que asumió la jefatura del Servicio Nacional de Informaciones, aunque él personalmente no era un adepto de la línea dura. Hasta 1968 los estudiantes permanecieron como la principal fuerza de oposición a los militares, desafiándolos en varios enfrentamientos. En ese mismo año se instituyó el AI-5, que desencadenó un nuevo ciclo de casaciones, generalizó la censura a la prensa y la oficialidad pasó a valerse de la tortura y muerte como medio de silenciar las voces contrarias.

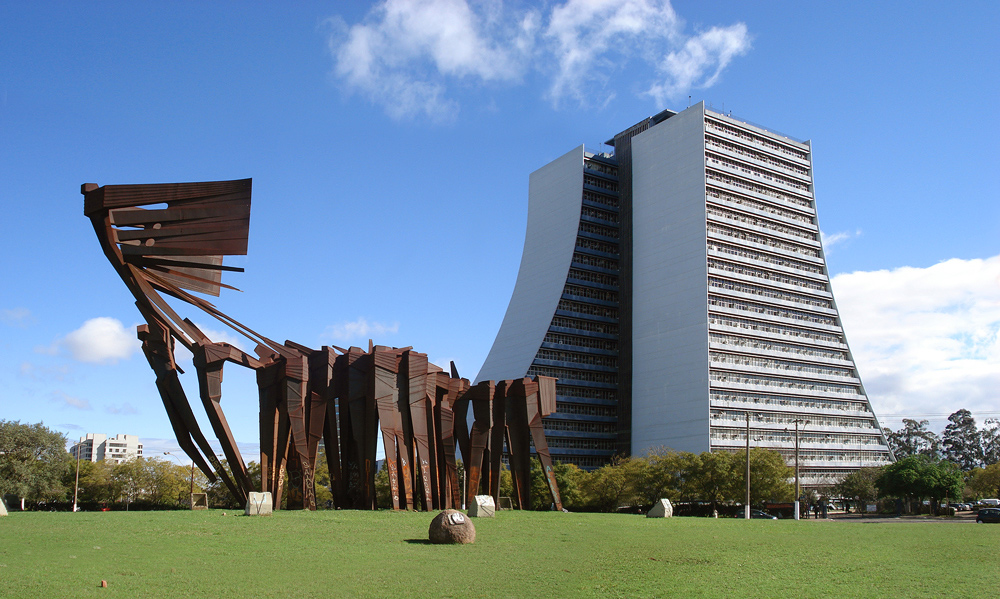
Centro Administrativo del Estado, erigido en los años 1970, con un monumento de Carlos Tenius en primer plano celebrando la colonización azoriana en Porto Alegre.

En los años 1970, el régimen militar atravesaba su fase más rigurosa, pero al mismo tiempo el país iniciaba una fase de euforia con la conquista del tricampeonato mundial de fútbol y con el aceleramiento económico, en un ciclo conocido como el Milagro Brasileño, cuando el crecimiento llegaba a más del 10% anual. Con ello se realizaron grandes obras públicas en las ciudades, en especial Porto Alegre, y el estado pasaba a ser uno de los motores de la economía nacional por medio del enorme incremento de la cultura de la soja, entonces el principal producto del estado y el más importante elemento de las exportaciones de Brasil, con crédito subsidiado, exención de impuestos y masivas inversiones en la mecanización de las labranzas. Con la soja al alza los productores enriqueció y la concentración de tierras aumentó, y los rendimientos públicos se aprovecharon también en la expansión de las redes de asistencia médica y escolar, pero la mecanización expulsó al trabajador del campo agravando el éxodo rural. El énfasis en sólo un sector productivo, protegido por diversos incentivos, acabó por desequilibrar la economía del estado con una grave crisis fiscal, exacerbada con la subida del precio del petróleo, llevando al déficit público ya un severo endeudamiento externo.
A mediados de la década, contando con el apoyo de la Iglesia Católica, la oposición logró reorganizarse en torno al MDB, el único partido opositor autorizado. En 1974 ocurrió en Porto Alegre el primer debate político "libre" transmitido por la televisión brasileña, cuando se enfrentaron a los candidatos gaúchos al senado, Paulo Brossard, del MDB, y el gobernante Nestor Jost. La planificación y la realización de este evento fueron hechas con extremo cuidado por la TV Gaúcha, evitando puntos más sensibles de polémica, pero aun así fue un divisor de aguas. El resultado de las elecciones confirmó el predominio del MDB en todo el país, y se iniciaba lentamente la fase de desaceleración del régimen militar. El gobernador Sinval Guazzelli tuvo así de dialogar con la oposición para poder gobernar. Pero otros sectores del gobierno, más radicales y descontentos con las nuevas concesiones, concibieron acciones independientes de represión a fin de desmoralizar al gobernador, convirtiéndose en emblemático el secuestro de Lilian Celiberti y Universindo Díaz, que fueron trasladados a Uruguay y allí torturados y condenados por crímenes políticos, como parte de la Operación Cóndor, una alianza político-militar entre los diversos regímenes militares de América del Sur con el objetivo de coordinar la represión a los opositores de esas dictaduras. De cualquier forma el proceso de distensión era irreversible. En 1979, en iniciativas pioneras, el estado comenzó un proceso de amnistía de los perseguidos políticos, cuando la Asamblea homenajeó a los casados, el Ayuntamiento de Porto Alegre rehabilitó a concejales y la alcaldía de Cruz Alta readmitió servidores expulsados por los militares. Al mismo tiempo los partidos volvían a tener su funcionamiento autorizado y renacen en el Río Grande el movimiento sindical, con la eclosión de varias huelgas, pero no sin enfrentar represión violenta, lo mismo sucediendo con la articulación del Movimiento de los Sin Tierra.

## Historia reciente

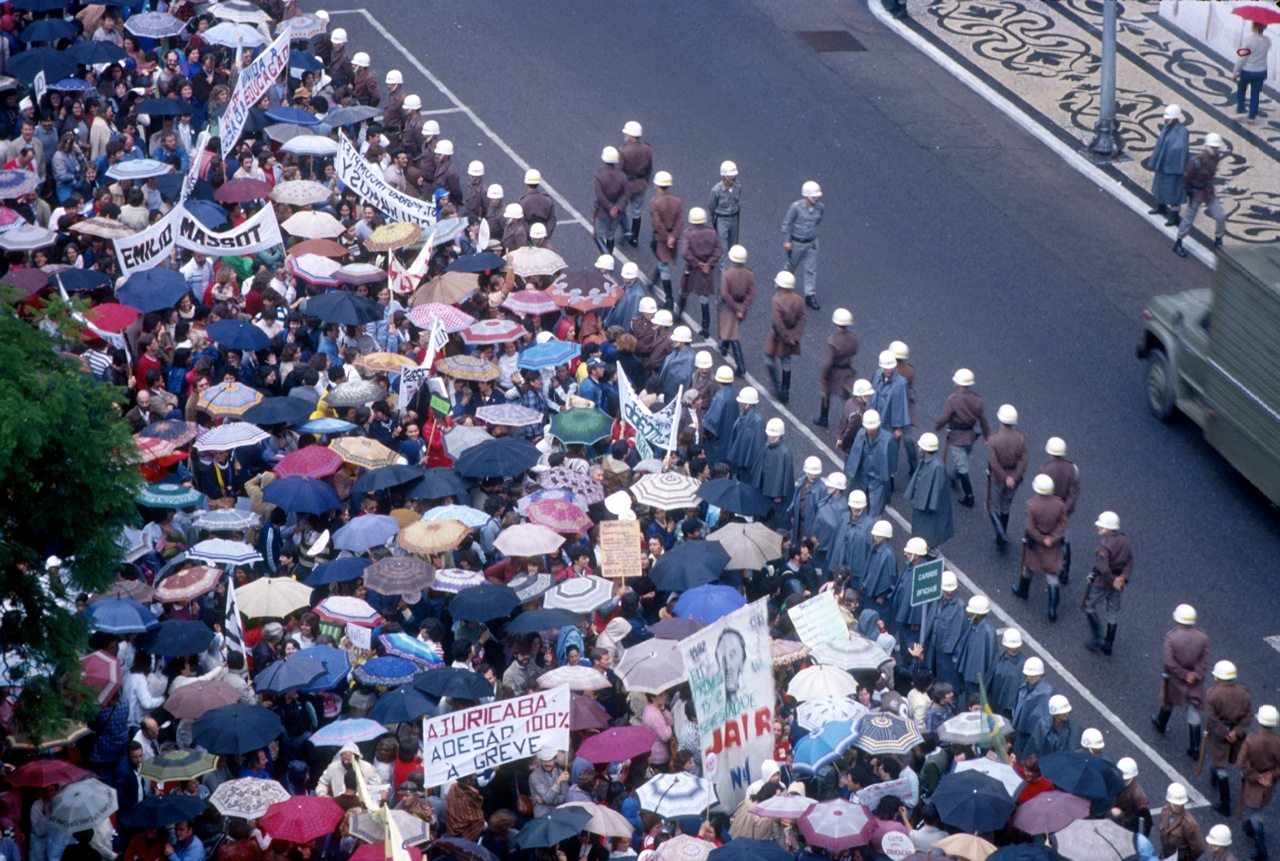
Marcha de profesores en huelga frente al Palacio Pirattini en 1985. Foto de Luis Geraldo Melo.

El movimiento por la redemocratización de Brasil venció al final en 1985, en medio de la intensa movilización de la sociedad. En Porto Alegre los comicios por las Directas Ya reunieron a 200 mil personas. Pero cuando asumió Pedro Simon, el primer gobernador democrático, el estado estaba al borde de la quiebra, con un aumento del 4.185% en el déficit público apenas en los dos años anteriores. Explotan varios movimientos de protesta entre las clases productoras y varios otros sectores de la sociedad, como los profesores y los funcionarios públicos. Incluso logrando sanear parte de las finanzas estatales, Simon no dispuso de excedentes para muchas inversiones. Una de las medidas adoptadas por el gobierno fue la creación de los Consejos Regionales de Desarrollo (Coredes), para la aplicación de las inversiones posibles en concordancia con las prioridades apuntadas por líderes regionales. En esta época, la prefectura de Porto Alegre instituyó el programa del Presupuesto Participativo, para compartir con la sociedad la responsabilidad por las decisiones, convirtiéndose luego en un modelo administrativo para otras ciudades; se articuló el MERCOSUR, y en vista de su situación geográfica estratégica, el estado asumió un papel destacado. Un poco más adelante el gobernador Antônio Britto inició una polémica administración que involucró el enjambre del cuadro funcional del estado en un programa de dimisión voluntaria y reducción de los cargos en comisión, vendió y cerró empresas públicas, reorganizó el sistema financiero estadual y buscó atraer inversiones extranjeras a través de grandes exenciones fiscales e incentivos. Los 2.300 millones de reales que logró con las privatizaciones no se aplicaron en el fomento económico directo, se gastaron principalmente en la amortización de la deuda pública, y la falta de incentivos del gobierno hizo que la industria entrase en crisis, fallando varias empresas de pequeño, y el tamaño medio. Olívio Dutra, del Partido de los Trabajadores, hizo un gobierno volcado hacia la causa social, fijando en el campo trabajadores antes sin tierra y creando reservas para los indios; incentivó la enseñanza; creó programas de empleo para el joven; apoyó a la policía y llevó al ámbito estadual la experiencia que había tenido con el Presupuesto Participativo en la prefectura de Porto Alegre. Pero, cuando entregó el cargo a Germano Rigotto, la deuda del estado llegaba a 4 mil millones de reales. Sin recursos para grandes inversiones, Rigotto se dedicó a captar recursos externos para cubrir la deuda, redujo los gastos gubernamentales y estableció alianzas con los otros gobernadores del sur, buscando crear líneas fuertes de diálogo con los diversos sectores de la sociedad.
A pesar de que Río Grande del Sur es uno de los estados brasileños más endeudados, con cerca del 30% de sus activos (2005) en forma de deuda activa, su situación general en el presente es bastante positiva. La buena posición general del estado esconde, sin embargo, disparidades regionales. En la región oeste los índices de mortalidad infantil están entre los más altos de Brasil; las culturas tradicionales en las antiguas colonias evidencian una seria depauperación ante la modernización generalizada; las grandes concentraciones urbanas se enfrentan a desafíos difíciles en lo que se refiere a la vivienda, la contaminación, el empleo, la seguridad y otras cuestiones básicas de infraestructura y servicios. El área plantada viene disminuyendo y las grandes redes de comercio, servicios e industrias compiten con la pequeña empresa, desestructurando los pequeños mercados regionales, un síntoma de la globalización que ha caracterizado a la economía mundial en años recientes.